# フロイド・メイウェザー・ジュニア
フロイド・メイウェザー・ジュニア（Floyd Mayweather Jr.、1977年2月24日 - ）は、アメリカ合衆国の元プロボクサー。ミシガン州グランドラピッズ出身。元WBAスーパー・WBC・IBF・WBOスーパー世界ウェルター級王者。元WBC世界スーパーフェザー級王者。元WBC世界ライト級王者。元WBC世界スーパーライト級王者。元WBAスーパー・WBC世界スーパーウェルター級統一王者。世界5階級制覇王者。
プロ戦績50戦50勝で全勝無敗のまま引退しボクシングの無敗記録を保持する。史上初めて無敗のまま5階級制覇を達成するなど、パウンド・フォー・パウンド最強のボクサーとして評価されていた。

## ボクシングスタイル
圧倒的なスピードと反応速度を持ち、卓越したディフェンステクニックで相手を翻弄するスタイル。キャリア中盤まではアグレッシブなスタイルでKOを量産していたが、階級を上げるにつれパワーが相対的に減り、ファイトスタイルもディフェンス重視になったものの、優れたボクシングIQと相手を出し抜くカウンターで明確なポイント差をつけた。
卓越したスピードとディフェンス技術を駆使して戦うボクシングスタイルに魅了されるファンもいるが、ディフェンス重視で危険を冒さず確実にポイントアウトする試合運びを「始めから判定勝利狙い」「タッチボクシング」などと揶揄し退屈な試合スタイルだとする声も少なくない。マイク・タイソンはメイウェザーの試合スタイルを退屈の意として「芝生が育っている様子を見ているようだ」と表現している。
メイウェザーは自身のディフェンス重視のボクシングスタイルについて「（ボクシングのダメージで病を患ったとされている）叔父のロジャーやモハメド・アリを見たときに、人々はボクシングは消耗のスポーツだと気付かなければならない。私がディフェンス重視の選手だったことにとても感謝をしている。身体的にも精神的にも能力の衰えが無く、頭も冴えている、自分自身が誰かもわかる」と述べている。

## 概要

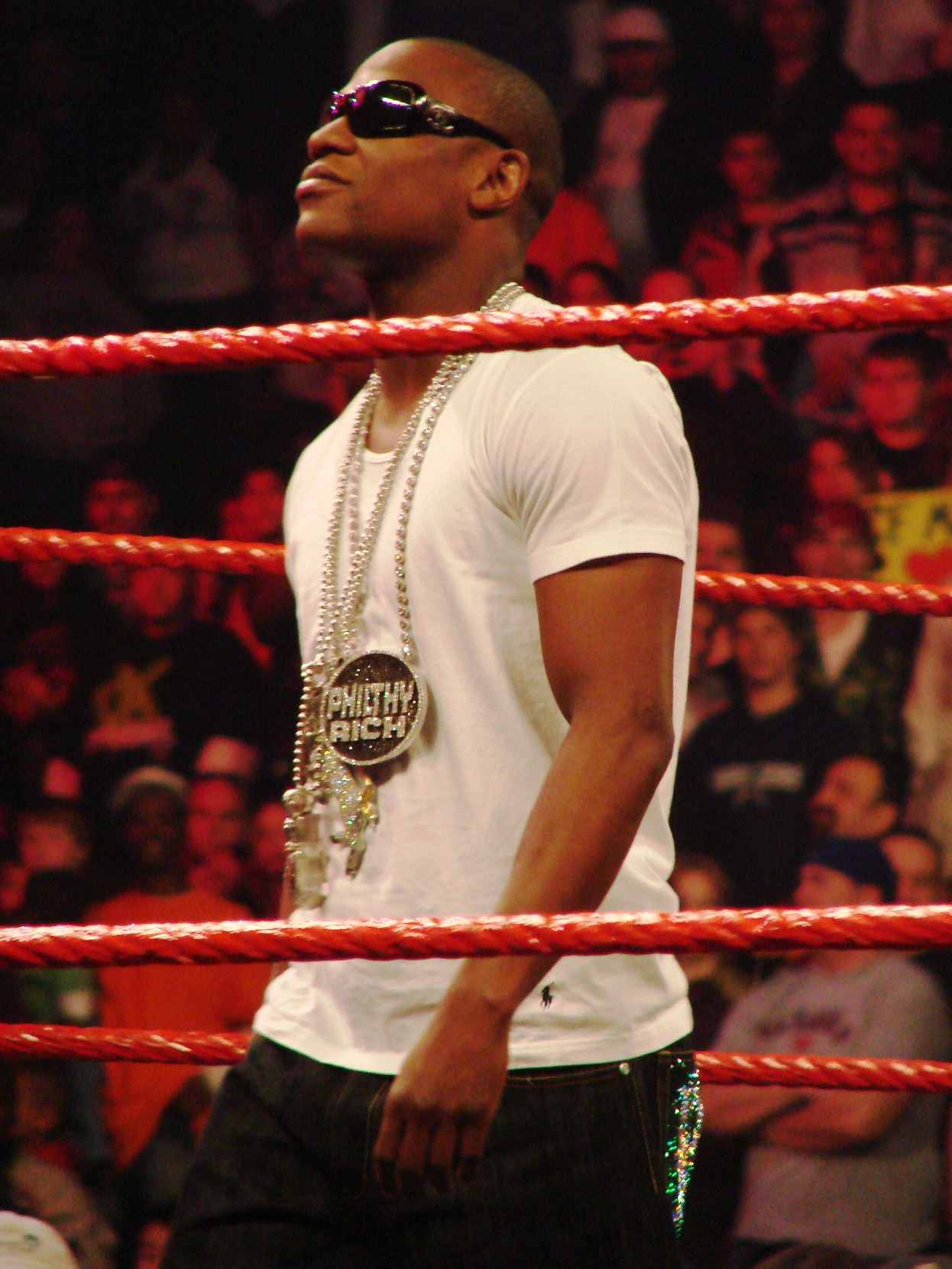
2008年

ボクシング・アドバイザーのアル・ヘイモンを雇うようになって以来、スポーツ選手長者番付で1位を獲得するなど大金を稼ぐスポーツアスリートとなったが、自身が所持する高級車や高級装飾品の自慢をしたり、現金を使った露骨なアピールをすることが多いことから「Money（金の亡者）」と呼ばれている。2014年頃からは「TBE（史上最高、The Best Everの略）」を自称しており、以前はそのディフェンス能力で顔に傷ができないことから「Pretty Boy（プリティボーイ）」の異名を持っていた。
私生活での素行は悪く、2002年に2件の家庭内暴力事件で有罪、2004年にはナイトクラブで女性2人に暴行を働いたとして有罪判決を受けている。2012年には内縁の妻への暴行罪などで2ヶ月間刑務所へ収監されている（詳細は「犯罪・トラブル」の項を参照）。他にも「あのチビの黄色いバカを料理してやる」「あの小人を踏みつけたら米を炊かせて、寿司を作らせてやる」等のマニー・パッキャオに対するアジア人人種差別発言、女性を蔑視するような性差別発言を行っている。このため以前はいくつかの企業とスポンサー契約を交わしていたがイメージの低下を嫌った企業が次々に離れていき、フォーブス発表のスポーツ選手長者番付で何度かスポンサー収入が0ドル（スポンサー収入無し）で発表されている。以上のような理由から、メイウェザーは2014年にスポーツ・イラストレイテッドの『最も嫌われているスポーツ関係者35人』の1人に選出された。
経済誌『フォーブス』が発表しているスポーツ選手長者番付で、2012年（8500万ドル）と2014年（1億500万ドル）と2015年（3億ドル）と2018年（2億8500万ドル）に1位となった。特に『世紀の一戦』と称されたマニー・パッキャオ戦が行われた2015年は、それまでスポーツ選手の歴代最高年収記録だった2008年のプロゴルファーのタイガー・ウッズの1億1500万ドルの倍以上となる3億ドルを稼いだ。ただし、2015年の収入はマルコス・マイダナ第2戦目と合わせた2試合分の収入であるため、パッキャオ戦の収入は2億3000万ドルで、1試合あたりの収入は2億8500万ドルを稼いだコナー・マクレガー戦が最も高い。
メイウェザー・プロモーションズを主宰しているプロモーターでもある。
ボクサー以外にも、2007年にテレビ番組「ダンシング・ウィズ・ザ・スターズ」に出演して華麗な社交ダンスを披露したり、アメリカのプロレス団体WWEのリングに参戦しヒールを演じたりと、多彩な才能をのぞかせていた。
幼い頃は父親のメイウェザー・シニアに現在の活躍の基盤となる巧みなディフェンス技術などのボクシングを教え込まれていたが、メイウェザー・シニアが刑務所に長く収監されていたことや、親子の仲が悪く別々に行動していた期間が長かったため、キャリアの大半で叔父のロジャー・メイウェザーがトレーナーを務めていた。しかし、2013年頃からロジャー・メイウェザーが体調を崩したことで、メイウェザー・シニアがトレーナーに復帰した。
未婚だが2人の女性との間に4人の子供がいる。娘のイヤンナは2021年にラッパーのヤングボーイ・ネヴァー・ブローク・アゲインとの間に1人の息子をもうけている。

## 来歴
元プロボクサーで、ボクシング史上に残る名トレーナーのフロイド・メイウェザー・シニアが父親、元2階級制覇王者でトレーナーのロジャー・メイウェザーとジェフ・メイウェザーが叔父というボクシング一家に生まれ育つ。元々はフロイド・ジョイ・シンクレアと母方の姓を名乗っていたが、1989年9月21日に現在のフロイド・ジョイ・メイウェザー・ジュニアに改名している。

### 幼少時代
幼少時代は貧しく、家族7人が川の字に並んで1つのベットルームで寝ており、時々電気が止められることもあった。また、暮らしていた地域は治安が悪く、自宅の庭にヘロインの使用済み注射針が転がっていることは珍しくなかった。当時、父親のフロイド・メイウェザー・シニアはプロボクサーの他に麻薬の売人も兼業しており、普段から神経を尖らせていたことでメイウェザー・ジュニア達はしばしば酷い暴力を受けていた。メイウェザー・シニアが身内から撃たれそうになった時、撃たれないようにするため赤ん坊だったメイウェザー・ジュニアを盾に使ったとメイウェザー・ジュニア自身は語っている。メイウェザー・ジュニアが16歳の時、父親のメイウェザー・シニアがコカインの密輸で有罪判決を受け刑務所で5年半服役する、母親も薬物中毒であったことで、メイウェザー・ジュニアは祖母の家へ引越して暮らすことになった。ボクシングで身を立てることを決めたメイウェザー・ジュニアは高校を中退している。

### アマチュア時代
幼少の頃から父親のメイウェザー・シニアによってボクシングの手ほどきを受けるが、メイウェザー・ジュニアは当時のことを「公園へ遊びに連れて行ってもらったり、映画を見に行ったり、アイスクリームを一緒に買いに行ったりするような、普通の父親が息子にすることをしてもらった記憶が一切無い。姉や妹は殴られなかったのに私はしょっちゅう殴られていたので、私より姉妹のほうが好きなんだろうっていつも思っていたよ。」と振り返っている。
1993年、ナショナル・ゴールデングローブスにライトフライ級で出場し、決勝でエリック・モレルに勝利し優勝。
1994年、ナショナル・ゴールデングローブスのフライ級で優勝。
1994年、全米ジュニア選手権でアルヌルフォ・ブラボに敗れる。
1995年、パンアメリカン競技大会のアメリカ予選でカルロス・ナバーロに敗れる。
1995年、ベルリンで開催された世界選手権にフェザー級(57kg)で出場し、2回戦で敗退。
1995年、全米選手権にフェザー級(57kg)で出場し優勝。
1996年、ナショナル・ゴールデングローブスにフェザー級(57kg)で出場し優勝。
1996年、アメリカ代表としてアトランタオリンピック・ボクシング競技フェザー級(57kg)に出場し、準決勝でブルガリアのセラフィム・トドロフに敗れて銅メダルを獲得となったが、この試合は明らかにメイウェザーが優勢であったのにもかかわらず不可解な判定による敗北であった。レフェリーはメイウェザーが勝者だと思い込んで試合終了後の判定結果が読み上げられる直前にメイウェザーの手を上げたほどメイウェザー優勢は明白な試合だった。なお、アトランタ五輪ボクシング競技のスーパーバイザーを務め、同大会のジャッジとレフェリーをモニターする役割を担っていたビル・ワックリー（Bill Waeckerle）は「メイウェザーが全ラウンド優勢だったし彼が勝っていた。若者だったメイウェザーを陥れた判定だった。それこそが私がこの仕事への熱意が冷めて辞めた理由だ」と語っている。この敗戦がプロ時代も含めて最後の敗戦となっている。
アマチュアの戦績は一般的には84勝6敗とされているが、少なくとも8敗していることが確認されている。

### プロ時代
プロモーターのトップランクと契約してプロへ転向。デビュー当初はプロボクサーや総合格闘家のマネージメント業をしていたダナ・ホワイトがスポンサーをしており、ダナの要請で総合格闘技のロゴマークを服に縫いつけて普及活動に協力していた。

#### スーパーフェザー級
1996年10月11日、2回KO勝ちでプロデビュー。当時、トレーナーであった父親のメイウェザー・シニアがコカイン密輸の罪で1993年から5年半刑務所に服役していたことで、代わりに叔父のロジャー・メイウェザーがデビューから14試合目までトレーナーを務めた。なおデビュー戦のファイトマネーは2,500ドル(約25万円)だった。
1998年10月3日、18試合目でWBC世界スーパーフェザー級王者ヘナロ・エルナンデス（アメリカ）と対戦し、8回TKO勝ちで自身初となる世界王座を獲得した。試合後、リング上で嬉し涙を流した。
2000年3月18日、グレゴリオ・バルガスと対戦し、12回判定勝ちで5度目の防衛。この試合の前にメイウェザー・シニアはマネージャーを首になっている。
2000年10月21日、エマニュエル・バートンとノンタイトルマッチで対戦し、9回TKO勝ち。この試合から叔父のロジャー・メイウェザーがトレーナーとして9試合ぶりに復帰、以降長年に渡りトレーナーを務めることになる。
2001年1月20日、元IBF世界スーパーフェザー級王者ディエゴ・コラレス（アメリカ）と対戦。メイウェザーは7ラウンドに3度、10ラウンドに2度ダウンを奪い、コラレスのセコンドがタオルを投入したことで、10回TKO勝ちで6度目の防衛に成功した。
2001年5月26日、カルロス・ヘルナンデス（アメリカ）と対戦し、アマチュア時代からの古傷である左拳の怪我が悪化し、6Rにプロ転向後初ダウンを喫するが、判定勝ちで7度目の防衛成功。
2001年11月10日、世界ランク1位の指名挑戦者ヘスス・チャベス（メキシコ）に9回終了TKO勝ちで8度目の防衛成功。

#### ライト級
2002年4月20日、WBC世界ライト級王者ホセ・ルイス・カスティージョ（メキシコ）と対戦し、3-0の判定勝ちで王座を獲得し、2階級制覇に成功したが、カスティージョ勝利を支持する声が多数挙がった。
2002年12月7日、疑惑判定の声を受けてホセ・ルイス・カスティージョとダイレクトリマッチで再戦。今度は明白な差を見せつけて文句無しの3-0の判定勝利で初防衛に成功。
2003年4月19日、カリフォルニア州フレズノでビクトリアノ・ソーサ（ドミニカ共和国）と対戦し、3-0の判定勝利で2度目の防衛に成功した。
2003年11月1日、ミシガン州グランドラピッズヴァン・アンデル・アリーナでWBC世界ライト級1位フィリップ・ヌドゥと指名試合を行い、強打者のヌドゥに効果的にパンチを集めてポイントを連取した。5回にはヌドゥの高速連打を全てかわす離れ技を披露し、7回に右フックからストレートでダウンを奪ってレフェリーストップがかかり7回1分8秒TKO勝ちで3度目の防衛に成功した。

#### スーパーライト級
2005年6月25日、WBC世界スーパーライト級王者アルツロ・ガッティ（カナダ）と対戦。この試合はメイウェザーにとって初めてペイ・パー・ビュー放送される試合とあって、試合前の会見ではいつも以上に挑発的な態度とトラッシュ・トークを行っていた。試合は6回終了TKO勝ちで王座を獲得、3階級制覇に成功した。勝利後は、試合前の強気が嘘のように嬉し涙を流して号泣した。同王座は防衛せず返上。

#### ウェルター級

##### メイウェザーvsジュダー
2006年4月8日、IBF世界ウェルター級王者ザブ・ジュダー（アメリカ）と対戦。「宿敵」と題されたこの試合では序盤からジュダーにスピード負けする展開。2ラウンド、ジュダーのパンチでよろめいたメイウェザーがはっきりと右グローブをキャンバスにつける場面があったが、レフェリーはスリップと裁定。10ラウンドにジュダーの放ったローブローと後頭部への反則パンチを受けてメイウェザーが倒れると、メイウェザーの叔父でチーフセコンドを務めるロジャー・メイウェザーが激怒してリングに乱入、ジュダーの父でチーフセコンドのヨエル・ジュダーと乱闘になり、そこからさらに両陣営入り乱れての大乱闘に発展した。乱闘は関係者と警備員に止められ、5分後に試合が続行された。中盤から失速したジュダーを攻めたてて3-0の大差判定勝ちで王座を獲得、無敗のまま4階級制覇に成功した。このタイトルは防衛せず返上。
4月13日、ネバダ州アスレチックコミッションは、乱闘の発端となったロジャー・メイウェザーに罰金20万ドルと1年間のセコンド禁止処分を課し、5月8日にヨエル・ジュダーに罰金10万ドルと1年間のセコンド禁止処分、メイウェザーのアシスタントセコンドを務めたレナード・エレーベに5万ドルの罰金と4ヶ月のセコンド禁止処分、ザブ・ジュダーに35万ドルの罰金と1年間の出場停止処分を課した。
2006年4月25日、メイウェザーがトップランクからフリーエージェントになったことを理由にアントニオ・マルガリートとの対戦を拒否した。
2006年11月4日、WBC世界ウェルター級王者カルロス・バルドミール（アルゼンチン）と対戦し、3-0の判定勝ちで王座を獲得した。レオ・ガメスに次いで2人目、WBCでは初めてとなる同一団体4階級制覇となった。

#### スーパーウェルター級

##### メイウェザーvsデ・ラ・ホーヤ
2007年5月5日、WBC世界スーパーウェルター級王者オスカー・デ・ラ・ホーヤ（アメリカ）との「世紀の一戦」を2-1の12回判定で下し、王座を獲得した。トーマス・ハーンズ、シュガー・レイ・レナード、オスカー・デ・ラ・ホーヤに次ぐ、史上4人目の5階級制覇王者となった。全勝のまま5階級制覇達成は史上初の快挙。その後、スーパーウェルター級王座を返上し、ウェルター級王座を保持する形となった。この試合は1億5000万ドル以上の興行収益を生み出し、当時の最高記録を更新。HBOによってPPV生中継され、約240万件のPPV売り上げを記録した。これはイベンダー・ホリフィールド対マイク・タイソンの再戦の際の約199万件を更新し、当時の史上最多の売り上げとなった。メイウェザーはこの試合で1,000万ドルのファイトマネーに、ペイ・パー・ビュー売り上げの歩合を加えた総額2,500万ドルのファイトマネーを稼いだ。
2007年9月、社交ダンス番組のダンシング・ウィズ・ザ・スターズのシーズン5に出場し9位で敗退した。

#### ウェルター級

##### メイウェザーvsハットン

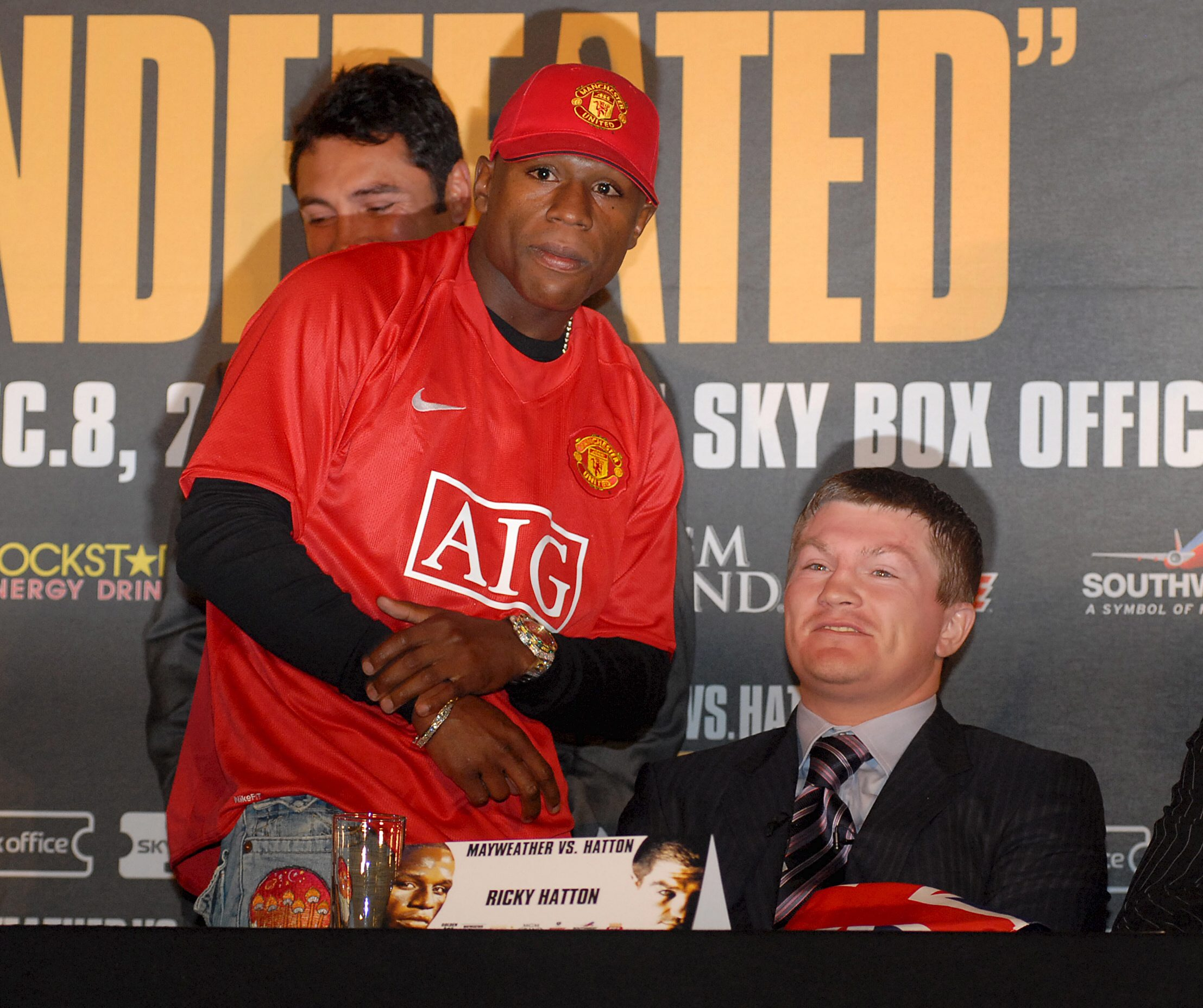
メイウェザー(左)とリッキー・ハットン(右)

2007年12月8日、MGMグランド・ガーデン・アリーナにてリッキー・ハットン（イングランド）と対戦し、10回TKO勝ちで防衛に成功した。アメリカとイギリスの無敗のスーパースター同士の大一番だった。メイウェザーはこの試合で1,100万ドルのファイトマネーを稼いだ。

##### プロレス団体WWE参戦
2008年2月17日、ラスベガスのトーマス&マック・センターで開催されたプロレス団体WWEの大会『ノー・ウェイ・アウト 2008』にて、世界ヘビー級王座に挑戦するレイ・ミステリオを試合前に激励した後、リングサイド席で観戦するがミステリオは惜しくも敗れてしまう。試合後、14ヶ月ぶりにWWEに復帰したビッグ・ショーが登場し、リング上で復帰の喜びを語っていたがリングサイドにはまだ試合のダメージで動けないミステリオが残っていたため、気が散って喋ることに集中できずに苛立ったビッグ・ショーがミステリオに襲い掛かると、メイウェザーが客席から飛び出してビッグ・ショーを殴って流血させてミステリオを助けた後に逃走。
翌日に開催されたRAWでWWE年間最大の大会レッスルマニアで両者が対戦することが決定した。なお、当初の予定ではメイウェザーはベビーフェイス（善玉）としてヒール（悪役）のビッグ・ショーと対戦という構図が予定されていたが、この日の観客がメイウェザーに凄まじいブーイングを浴びせ、逆にショーに歓声をあげたため役割を代えての対戦となった。
3月30日、フロリダ州オーランドで開催されたレッスルマニア24』で『THE BIGGEST vs. THE BEST（最大vs最高）』と題された試合で大巨人ビッグ・ショーと対戦。圧倒的な体格差に苦戦し、セコンドをKOされるなどしたものの、レフェリーの隙をついたイス・急所攻撃からのブラスナックルパンチでビッグ・ショーを殴り顎を骨折させ勝利した（骨折はプロレス上のアングルである）。現役のボクシング世界王者がプロレスのリングに上がり対戦するのは1976年のモハメド・アリ以来32年ぶりで、凡戦に終わるとの意見も多かったが、両選手の価値を落とさない名勝負となった。なお出場ファイトマネーを2,000万ドル受け取ったとメイウェザー自身は公表していたが、後にWWEはこれが事実でないと訂正した。

##### 1度目の引退
2008年6月6日、「ここ数年はボクシングに自分の望みを見いだすのが困難だった」とコメントし、現役引退を表明。WBC世界ウェルター級王座を返上した。

##### 引退からの復帰

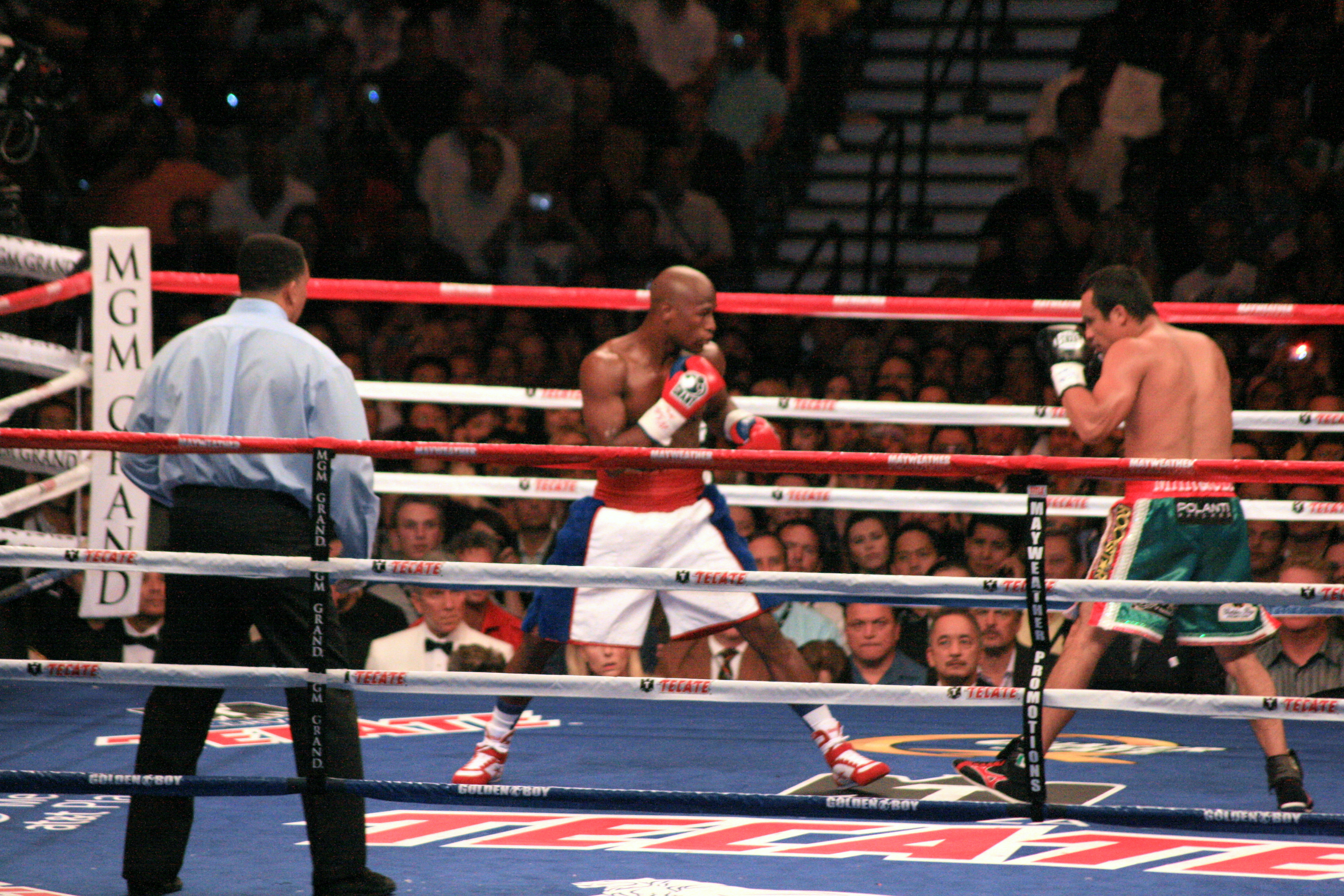
2009年、ファン・マヌエル・マルケス(右)と対戦するメイウェザー(左)

2009年5月2日、記者会見で7月18日にファン・マヌエル・マルケス（メキシコ）との144ポンドキャッチウェイトのノンタイトルマッチで現役復帰することが正式発表された。その後、メイウェザーがトレーニング中に負傷し、予定されていた日程からの延期となった。
2009年9月19日、1年10ヶ月ぶりの復帰戦でMGMグランド・ガーデン・アリーナにてファン・マヌエル・マルケスと対戦、2回にダウンを奪うなど、3-0の大差判定勝ち。計量時にメイウェザーは契約体重を2ポンド体重超過したものの、144ポンドという契約が公表されていなかった両者間のプライベートキャッチウェイトだったため、1ポンドにつき30万ドル（計60万ドル）の違約金を払うだけで失格負けにはならなかった。メイウェザーはこの試合で1,000万ドルのファイトマネーを稼いだ。
2010年5月1日、MGMグランド・ガーデン・アリーナにてシェーン・モズリー（アメリカ）と変則ノンタイトル戦（モズリーが勝利した場合にだけ防衛が認められる）を行い、3-0の判定勝ちを収めた。2回にメイウェザーはモズリーの右を2度貰いダウン寸前の状態となるが、3回からは立て直し、プレッシャーをかけ試合をコントロール。その後も的確にクリーンヒットを奪い続けモズリーのスタミナ切れもあり、終わってみれば大差の判定勝ちとなった。なおこの試合が変則ノンタイトル戦となったのは、メイウェザーがWBAへの認定料支払いを拒んだためで、WBCからもダイヤモンド王座を懸けることを提案されるがこれも認定料の支払いを拒否していた。メイウェザーはこの試合で2,250万ドルのファイトマネーを稼いだ。
2010年9月10日、内縁の妻への暴行罪、携帯電話の重窃盗罪により逮捕された。

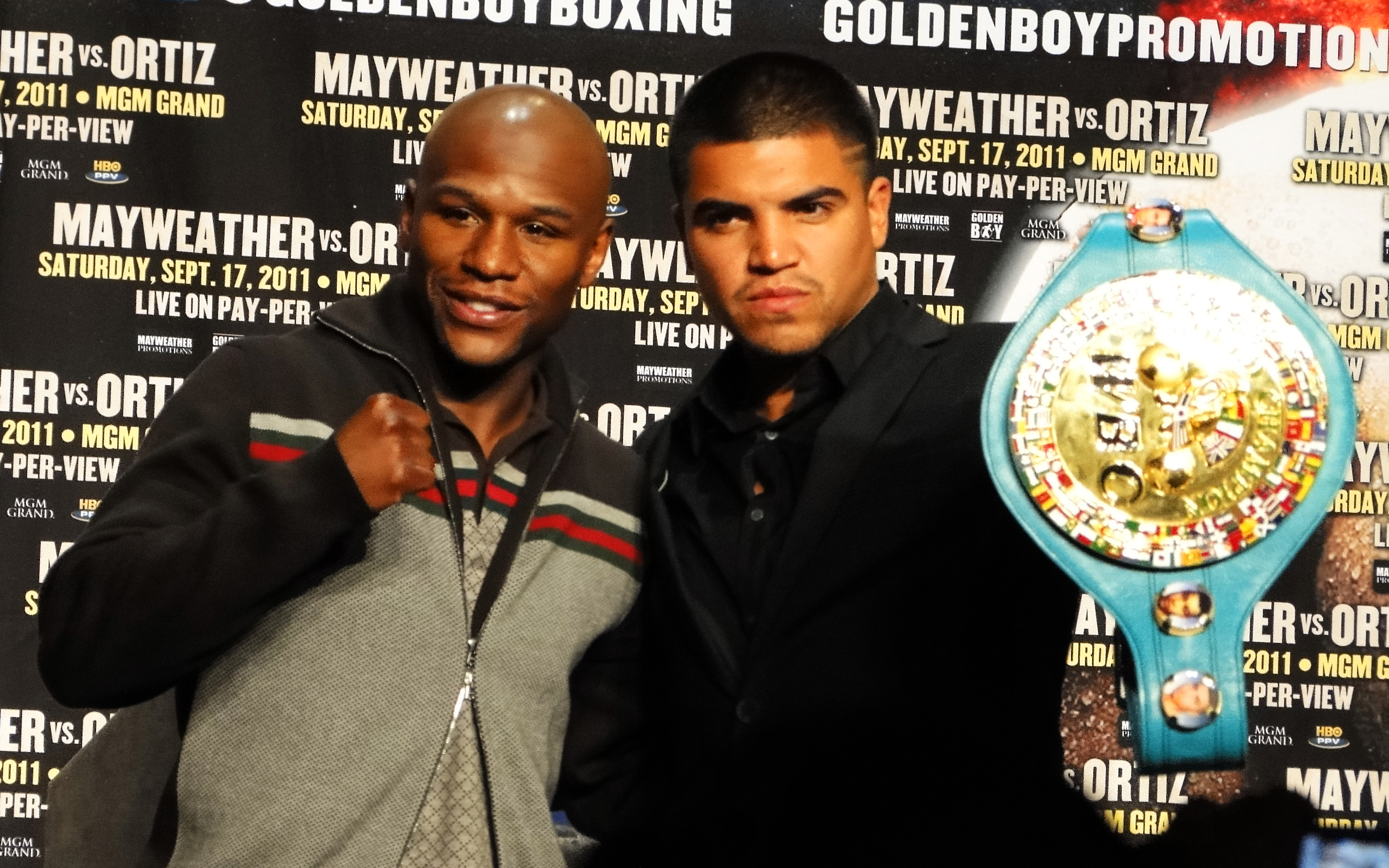
メイウェザー(左)とビクター・オルティス(右)

2011年9月17日、MGMグランド・ガーデン・アリーナにてWBC世界ウェルター級王者ビクター・オルティス（アメリカ）と対戦。試合初めからオルティスは強引に頭を押し付けるラフな戦法を取り、4回にはロープに詰まったメイウェザーに飛び上がるようにしてバッティングを見舞いメイウェザーの顔面に直撃する。レフェリーは試合を止めオルティスからバッティングの減点を取り試合を再開するが、激怒したメイウェザーは、オルティスが謝罪のために両手を前に差し出しハグをし終わった瞬間、左右のストレートを叩き込んだ。不意に顔面を痛打されたオルティスはダウンしたまま立ち上がれず、メイウェザーが4回2分59秒でKO勝利を収め、一度は返上した王座に復帰した。しかしメイウェザーのルールの隙間を突いたようなスポーツマンシップを欠く不意打ちや、レフェリーのジョー・コルテスが余所見をしてKO場面を見逃す不手際もあり、物議を醸す後味の悪い幕切れとなった。
試合直後のリング上で、HBOの中継で司会を務めるラリー・マーチャントからインタビューで、最後のKOシーンについて質問をされるもメイウェザーはマーチャントの質問を無視して「チケットとPPVを購入してくれたファンの皆様に感謝します」などと言って誤魔化そうとしたが、なおもマーチャントが食い下がると遂に「お前はもっと俺にフェアな質問をしろよ！HBOはお前をクビにすべきだ！お前はボクシングのことを何も分かってない糞野郎だ！」と逆ギレするが、マーチャントから「私があと50歳若かったらお前なんかブチのめしてやる！」と言い返されるという騒動があった。なお、マーチャントは興行後のインタビューで「メイウェザーが終始ペースを握っていた。特に右のパンチは素晴らしかったね。最後のパンチも合法のパンチだ」とメイウェザーのこと自体は称えている。メイウェザーはこの試合で2,500万ドルのファイトマネーを稼いだ。
2011年12月21日、内縁の妻への暴行などで逮捕された事件の裁判で、2012年1月から禁錮90日、100時間の社会奉仕活動への従事の実刑判決を受けた。

#### スーパーウェルター級
2012年1月6日から刑務所に収監とされる予定だったが、5月5日に予定されている次戦で生み出す経済効果とそれに伴う税収を踏まえた結果、試合後となる6月1日まで収監が延期された。

##### メイウェザーvsコット
2012年5月5日、刑の執行が6月まで延期されたことにより、MGMグランド・ガーデン・アリーナでWBA世界スーパーウェルター級スーパー王者ミゲール・コット（プエルトリコ）と対戦。コットの圧力に押し込まれる場面が所々あったものの、最終的には試合をコントロールし3-0で判定勝ちとなり、WBAスーパー王座を獲得した。同時にWBCよりダイヤモンド王座が贈られた。

##### 刑務所へ
2012年6月1日、90日間の禁固刑の服役の為に収監された。
2012年8月3日、刑務所内での態度が良好だったため、刑期が短縮となり釈放される。
2012年8月、釈放後、50セントと共同でTMTプロモーションズを設立するが直ぐに喧嘩別れをした。

#### ウェルター級
2013年2月、ケーブルテレビ局のShowtimeと6試合で約200億円（2億ドル）の大型契約を交わす。
2013年5月4日、MGMグランド・ガーデン・アリーナで、約1年振りの復帰戦としてWBC世界ウェルター級暫定王者ロバート・ゲレーロ（アメリカ）と王座統一戦を行い、3-0の判定勝ちで王座統一に成功、リングマガジン世界ウェルター級王座の獲得に成功した。メイウェザーはこの試合で3200万ドルのファイトマネーに、ペイ・パー・ビュー売り上げの歩合200万ドルを加えた総額3400万ドルを稼いだ。

#### スーパーウェルター級

##### メイウェザーvsアルバレス
2013年9月14日、MGMグランド・ガーデン・アリーナにて、スーパーウェルター級の規定体重を2ポンド下回るキャッチウェイトの152ポンド契約で、WBA・WBC世界スーパーウェルター級スーパー王者でリングマガジン世界スーパーウェルター級王者のサウル・アルバレス（メキシコ）と対戦し、12回2-0（114-114、117-111、116-112）の判定勝ちでWBAスーパー王座の統一、WBC王座とリングマガジン王座獲得に成功、WBCがこの試合のために特別に作成した24金ゴールドベルト獲得にそれぞれ成功した。メイウェザーはこの試合で4150万ドルのファイトマネーに、当時の歴代最高を記録したペイ・パー・ビュー売り上げの歩合3850万ドルを加えた総額8000万ドルを稼いだ。
2013年12月21日、有明コロシアムで開催されたGLORY 13 TOKYOを観戦するために来日した。

#### ウェルター級
2014年2月10日、メイウェザー公式サイトで5月に行う試合の対戦相手を決めるためにファンからの投票を募り、アミール・カーン（イングランド）が20105票を集め、15474票を集めたマルコス・マイダナ（アルゼンチン）に勝利するが、結局マルコス・マイダナが対戦相手として選ばれる。
2014年5月3日、MGMグランド・ガーデン・アリーナで、WBA世界ウェルター級王者マルコス・マイダナと王座統一戦で対戦。試合前日の公式計量ではメイウェザーが146ポンド、マイダナが146.5ポンドでパスしていたが、試合当日の非公式計量では2ポンド増量して148ポンドを計測したメイウェザーに対して、マイダナは18.5ポンド増量しており165ポンドを計測、両者の体重差が17ポンド（約8キロ）もある中でリングで対峙する事になった。また、試合グローブをめぐる騒動もあった、公式計量後に、マイダナが選択したエバーラストのボクシンググローブ「MXグローブ」を拳部分の詰め物が薄いとしてメイウェザーが拒否したため、マイダナはネバダ州アスレチックコミッションにMXグローブ装着の承認を得るが、それでもメイウェザーはMXグローブを装着するのであれば試合を中止にすると脅したため、最終的にマイダナはMXグローブを諦めてエバーラストの別モデルのボクシンググローブ「パワーロックグローブ」を装着する事で妥協し、試合が行われることになった。
試合前は技術的に劣るマイダナをスピードとテクニックでメイウェザーが翻弄するだろうとの予想が大方を占め楽勝ムードすら漂っていた。しかし頭から突っ込む、ローブロー、ラビットパンチ、片手をホールディングした状態で殴るなど反則スレスレの戦法を駆使するマイダナに苦戦を強いられる中、12回2-0（114-114、117-111、116-112）の判定勝ちを収め王座統一に成功、WBC王座は2度目の防衛、WBA王座獲得に成功した。試合後メイウェザーはマイダナの反則を取らなかったレフェリーのトニー・ウィークスに不満を示し、反則スレスレの戦法を繰り返したマイダナのことをWWEのプロレスラーのようだったと批判、試合もこれまでで最もタフなレスリングマッチだったと皮肉で評した。
2014年5月9日、WBAはメイウェザーを4月度の月間優秀選手賞に選出した。

##### 異例の2階級同時タイトルマッチ
2014年9月13日、MGMグランド・ガーデン・アリーナにて、マルコス・マイダナとダイレクトリマッチで再戦。WBCに承認され、異例中の異例となるウェルター級契約体重でのウェルター級とスーパーウェルター級の2階級同時防衛戦として行われた。試合は、8回にメイウェザーがマイダナの頭をヘッドロックで抱えた時に左グローブの手のひらの部分をマイダナに噛まれ、試合が中断され確認作業が行われるが、レフェリーが噛んだ事実を確認できなかったことで減点など罰則無しで試合再開される。10回にはマイダナがメイウェザーを押し倒したとして1点減点され、12回3-0（2者が116-111、115-112）の判定勝ちを収め、WBAスーパー王座は初防衛、WBC王座3度目防衛、スーパーウェルター級王座初防衛に成功した。
2014年10月、WBCとWBAはメイウェザーはWBCの2014年10月度の月間MVPに選出した。

##### メイウェザーvsパッキャオ
2015年5月2日、MGMグランド・ガーデン・アリーナにて、WBO世界ウェルター級王者マニー・パッキャオ（フィリピン）と王座統一戦を行い、12回3-0（2者が116-112、118-110）の判定勝ちを収め「世紀の一戦」を制し、3団体統一に成功した。試合後に、パッキャオが試合前から右肩を負傷していたと発言したことについて、メイウェザーは「俺も両腕と両拳を負傷していた。それに、もし彼が勝ち名乗りを受けていたら、俺は彼に対するリスペクトの言葉を口にして、彼が上回っていたと言っただろう」と語った。また、メイウェザーは試合前から次が引退試合となることを示唆していたが、試合後に改めて9月の試合で引退すると明言し、後進に道を譲るために近日中に保持している5本全ての世界王座を返上すると表明した。試合が5年以上実現しなかった大きな要因であった薬物検査については、メイウェザーとパッキャオ共に尿検査11回、血液検査8回の抜き打ち検査をパスした。

##### ドーピングスキャンダル
計量後の試合前夜、米国反ドーピング機関（USADA）の検査員が、抜き打ちのドーピング検査のためメイウェザーの自宅を訪れたところ、メイウェザーが点滴（メイウェザーは後にマルチビタミン入りの生理食塩水250mlとビタミンC入りの生理食塩水500mlを点滴したと申請した）を受けていた痕跡を発見した。米国反ドーピング機関の規定では、事前に米国反ドーピング機関へ「治療目的使用に係る除外措置（TUE）」を申請して点滴の使用許可を得なければ、静脈への点滴が禁止されている為、メイウェザーはドーピング違反とされるケースであった。しかし試合から17日経った5月19日になってメイウェザーが治療目的使用に係る除外措置（TUE）を申請し、翌20日に米国反ドーピング機関が申請を受諾して試合日までさかのぼって点滴の使用許可を与えていたことが後に発覚し、正規の手続き手順を逸脱した承認方法に米国反ドーピング機関とメイウェザーの癒着であると報道された。これに対し、米国反ドーピング機関は「メイウェザーは点滴の使用前に米国反ドーピング機関に開示していた」、「報道は重大な誤りと偽りに満ちている」と主張したが具体的な内容までは言及しなかった。また米国反ドーピング機関がメイウェザーの点滴使用をパッキャオ側と試合を管轄したネバダ州アスレチック・コミッションに5月21日まで知らせなかったことや、通常点滴は減量苦の選手が脱水症状を軽減するため使用するが、ドーピング薬物を薄めて隠したり、生体パスポートの数値をごまかしたりするなどの不正に使用される場合があるため、減量に余裕があるメイウェザーが点滴を使用したことにも疑惑が集まった。
この試合はペイ・パー・ビューで生中継され、アメリカ歴代最高のペイ・パー・ビュー売り上げとなった460万件と、アメリカ歴代最高のチケット収入7200万ドルを記録して、歴史的な成功を収めた興行になり、メイウェザーは2億2千万ドル（約270億円）から2億3千万ドル（約280億円）、パッキャオは1億5千万ドル（約184億円）のファイトマネーを稼いだ。
2015年5月8日、メイウェザーはESPNの記者スティーブン・A・スミスに送ったメールの中で「手術後1年以内に彼と対戦する」と、パッキャオが右肩の手術から復帰したあとに再戦する意向があることを伝えていたが、この日、メイウェザーは「パッキャオと再戦するつもりだとメールを送ったのは事実だけど気が変わった」「言い訳、言い訳、言い訳だ。彼は潔く負けを受け入れない臆病者だ。負けたらその敗戦を認めて、『メイウェザー、君が優れたファイター』と言うべきだ」「彼は負けた。負けたのを分かっている。あれ以降、彼に対する尊敬の念を失った」「（右肩の怪我は）全くもって気付かなかった。彼は速かった。左パンチは速かったよ。右パンチも速くて、両方とも速くて強いパンチを打ち込んできた」と、パッキャオの右肩の怪我は試合に敗れた負け惜しみに過ぎないと切り捨て、前言を撤回して再戦に興味が無くなったと語った。
2015年5月20日、WBOはメイウェザーが近日中にWBO世界ウェルター級王座を含む保持している世界王座を全て返上すると表明したことを受けて、同年6月27日に行われるティモシー・ブラッドリーvsジェシー・バルガスの一戦をWBO世界ウェルター級王座決定戦として認可することを決定したが、この日、メイウェザーから弁護士を通じてこの決定に抗議する文書が届いた。
2015年5月22日、メイウェザーからの抗議を受けて、WBOはメイウェザーに同年6月1日までにWBO世界ウェルター級王座を保持するという意思を明確にするよう文書で通達した。
2015年6月1日、WBOにメイウェザーからWBO世界ウェルター級王座を保持するか返上するかの回答期限を例外的に8月1日まで待って欲しいとする嘆願書が届いた。
2015年6月5日、WBOは7月3日までにメイウェザーが未払いのマニー・パッキャオ戦の認可料20万ドル（約2400万円）を支払った上で、異なる階級の王座を同時に保持することを禁止するWBOのルールに基づいて、WBA世界スーパーウェルター級スーパー王座並びにWBC世界スーパーウェルター級王座を返上する意思を表明しなければ、メイウェザーからWBO世界ウェルター級王座を剥奪すると決議し、その旨を文書でメイウェザーへ通達した。
2015年7月6日、WBOは同月3日までにメイウェザーが未払いのマニー・パッキャオ戦の認可料20万ドル（約2400万円）を支払わず、WBA世界スーパーウェルター級スーパー王座並びにWBC世界スーパーウェルター級王座を返上する意思も表明しなかった為、メイウェザーからWBO世界ウェルター級王座を剥奪した。

##### 2度目の引退
2015年9月12日、MGMグランド・ガーデン・アリーナでWBA世界ウェルター級暫定王者アンドレ・ベルトと対戦し、12回3-0（117-111、118-110、120-108）の判定勝ちを収めWBA王座を統一による3度目の防衛とWBC王座の5度目の防衛に成功した。戦績をロッキー・マルシアノに並ぶ49戦49勝無敗としたメイウェザーはリング上で現役引退を表明した。この試合はペイ・パー・ビューで生中継されたが、ペイ・パー・ビューの売り上げ件数が40万件〜55万件と前戦のパッキャオとの試合から大幅に減り、2006年以来の低い売り上げとなった。
2015年10月8日、WBAはメイウェザーを2015年9月度の月間MVPに選出した。
2015年11月2日、WBCはWBC世界ウェルター級王座並びにWBC世界スーパーウェルター級王座でメイウェザーを名誉王座に認定した。
2016年1月19日、WBAはWBAの2015年12月度のランキングを発表し、メイウェザーをWBA世界ウェルター級ランキング並びにWBA世界スーパーウェルター級ランキングから除外した。

##### メイウェザーvsマクレガー
2017年8月26日、現役復帰をして、T-モバイル・アリーナにて総合格闘家のUFC世界ライト級王者コナー・マクレガーとスーパーウェルター級12回戦を行い、10回1分5秒TKO勝ちを収め、WBCがこの試合のために特別に作成したマネー王座の獲得に成功。戦績を50戦50勝無敗とし、ロッキー・マルシアノの持つ無敗記録を61年ぶりに更新した。試合後、3度目となる引退を表明した。
この試合は、アメリカ歴代2位のペイ・パー・ビュー売り上げとなった430万件と、同じくアメリカ歴代2位のチケット収入5540万ドルを記録。イギリスでもペイ・パー・ビューを100万件以上売り、それまで歴代最高だったアンソニー・ジョシュアvsウラジミール・クリチコの記録を塗り替え、イギリスのペイ・パー・ビュー売り上げ記録を更新。ネバダ州ラスベガスのスポーツブック記録では、それまでボクシングの試合に賭けられた金額の総計が歴代最高だったメイウェザーvsパッキャオの5000万ドルを塗り替える6500万ドル（約70億円）を打ち立てるなど、歴史的な成功を収めた興行になり、メイウェザーは1億ドル（約110億円）、マクレガーは3千万ドル（約33億円）のファイトマネーを稼ぎ、ペイ・パー・ビューの歩合収益等の興行収入を加えて最終的にメイウェザーは2億7500万ドル（約300億円）、マクレガーは8500万ドル（約95億円）を稼いだ。

### 3度目の引退後
2018年1月31日、メイウェザーが自身のSNSアカウントに、メイウェザーが上半身裸で総合格闘技用のパンツをはいてオクタゴンに入る動画と、オクタゴンの中で「2018年、フロイド“マネー”メイウェザー、総合格闘技、賭け率はいくつだ？」と語る動画を掲載して総合格闘技参戦を示唆した。
2018年2月3日、メイウェザーが自身のSNSアカウントに、メイウェザーが総合格闘技用のオープン・フィンガー・グローブを装着した合成画像を、「10億ドルの男」とコメントを添えて掲載して、総合格闘技参戦を示唆した。
2018年2月11日、メイウェザーが自身のSNSアカウントに、オープン・フィンガー・グローブを身につけたメイウェザーが金網に入り、総合格闘技の試合でマクレガーを肘で切り裂く合成画像を掲載した。
2018年3月15日、知人のUFC王者タイロン・ウッドリーの助けを借りて、「すぐにでも始めるつもりだ。メールのやり取りをしている。何度か話もしているし、トレーニングを本当にすぐ始めるだろう」と総合格闘技のトレーニングを開始する予定で、「3か月以上は準備期間が必要になるだろう。ほんの少しだけね。6か月、8か月、何か月だろうと、万全を期したい」と総合格闘技の選手として現役復帰する可能性を示唆。また、「戦えるよ、自分のレスリングの試合は悪くない。10点満点で、まぁ7点というところだろう。それを9点にだってできる。もちろんボクシングは10点中100点だ。キックが入ると10点中4点ってとこだな」と総合格闘家としての自身を自己採点して自信を見せた。
2018年3月19日、「すべて時間はかかるが、最終的にライセンス申請するつもりだ。うまくいけば総合格闘技を戦うことができる」とネバダ州で総合格闘技の選手ライセンスを申請し、総合格闘技の試合を行うつもりであるとコメントした。
2018年3月26日、「既に（総合格闘技の）トレーニングを開始した。総合格闘技で試合をすることを考えている。マイアミでトレーニングを開始したんだ。年内に試合をしたいが、どうなるかわからない。現時点で年内に試合をするかは50-50だ、100％じゃない。しかし、トレーニングは開始した」と総合格闘技のトレーニングを開始しており、年内にも試合を行う可能性があるとコメントした。
2018年4月8日、Showtimeのボクシング中継のインタビューで「引退は素晴らしいよ。でも、周知の通り、俺は引退して、現役復帰して、引退して、現役復帰した。また現役復帰する可能性？イエスだ。しかし、もし次に現役復帰するなら、それはオクタゴンでなければ駄目だ」「（総合格闘技技で現役復帰することについて）チームと話し合った。アル・ヘイモンは『ノー』と言っていたよ。Showtimeとも、CBSとも話し合った。ダナ・ホワイトとUFCと一緒にメガファイトを一試合実現するのであれば、コナー・マクレガーとの対戦になるかもしれない。どうなるか分からない。複数試合契約になるかもしれない、しかし、総合格闘技の複数試合契約になるのであれば、ShowtimeとCBSが関わる必要がある」（総合格闘技の試合をすることは間違いないのか？）「わからない。」（総合格闘技に挑戦したい？）「間違いないよ。適切なお金が支払われるらならね。いいかい、俺はもう二度とボクシングをすることはないんだ」と現役復帰をするなら、ボクシングではなく総合格闘技の試合になると語った。5月8日には旅行で訪れたフィリピンで、パッキャオとの再戦を期待する現地の報道陣に向けて「俺はもう年寄りだ、フロイド・メイウェザーがもう戦うことはない。現時点で戦うことは少しも考えていない。しかし、もし現役復帰するなら、それはオクタゴンになる」と語った。
2018年9月15日、それぞれ来日していたメイウェザーとパッキャオが、東京・お台場で開かれたイベント「ウルトラ・ジャパン」で遭遇すると、メイウェザーがパッキャオに向かって「ベルトを12月に奪ってやる」「楽勝だ」「以前のようにまたお前からベルトを奪ってやる」と挑発し、メイウェザーはその模様を自身のSNSに投稿、「俺はパッキャオと年内に対戦するために復帰する。また9桁（100億）稼ぐ」と語った。パッキャオも自身のSNSに同様の動画を投稿して、挑発に応じる構えを見せた。
2018年9月17日、メイウェザーが都内ホテルで記者会見を開き、自身の会社「メイウェザー・ホールディングス」と、会見に同席した亀田興毅らが所属する「協栄ジム」、芸能事務所「LIBERA」と共同で新会社「TMT（The　Money　Team）Tokyo」を設立し、日本でカジノ事業への進出、ジュエリーや自動車販売などの新規ビジネスを展開する意向を発表した。また、メイウェザーの日本でのマネジメントをLIBELAが行うことと、LIBELAの子会社として「TMTモデルズ」を発足させ芸能でのビジネス展開も発表された。一方、報道各社に送られた会見の案内状には「フロイド・メイウェザー・ジュニア　VS　マニーパッキャオ　日本にて世紀の一戦が大決定」とあったが、「日本でマニーとの試合があるかも知れないということで、それは今、詰めている状態」と具体性に欠ける発表にとどまった為、復帰戦発表を目当てに集まった報道陣は肩透かしを食う形となった。
2018年9月18日、ゴシップサイト「TMZ」に投稿した動画で、パッキャオとの再戦前に東京で調整試合を行う考えがあることを明言した。また、TMZは同じ記事の中で、メイウェザーの関係者の話では、実際にはメイウェザーはパッキャオとの再戦前に2試合調整試合を行う見込みで、対戦相手としてボクサーだけでなくキックボクサーや総合格闘家も考慮し、大晦日に東京で試合を行う計画もあることを報じた。
2018年10月14日、World Boxing Super Seriesのロシア大会をUFC王者ハビブ・ヌルマゴメドフとメイウェザー・プロモーションズCEOレナード・エラーブが観戦。観戦後に、エラーブは自身のInstagramアカウントに、ヌルマゴメドフが「やろうぜ、フロイド。50勝無敗対27勝無敗。今やらなきゃだめだろう」「俺たちは一度も負けたことがない。だが、ジャングルに王は一人だけ。あいつはマクレガーをダウンさせることができなかったが、俺は簡単にダウンさせたのだから、もちろん俺が王だがな」とメイウェザーに挑戦表明する動画を投稿した。10月15日、メイウェザーが自身のSNSアカウントに、「CBS、Showtime、そしてMGMグランド、小切手を用意してくれ！。エラーブのアカウントでハビブ・ヌルマゴメドフが俺に挑戦したのを見てきてくれ。ラスベガスをまた盛り上げようぜ！」と投稿して、ヌルマゴメドフの挑戦を受けることを示唆した。同日、ヌルマゴメドフは自身のSNSアカウントに、「メイウェザーよ、ラスベガスは駄目だ。彼らは俺に金を払わない」と投稿して、ラスベガスでの試合開催を拒否した。10月17日、メイウェザーがTMZのインタビュー取材に、「ああ、戦うよ」「俺は自分が好きなようにできる。俺はハビブ側がどうなってるかは言えないけど、俺の方は実現できると言える。あいつのSNSの投稿は見たよ、要するに、あいつは戦うけど、ベガスでは戦いたくないってことだと俺は考えている。ラスベガスは格闘技の中心地だ。戦いの後も本物のプロフェッショナルのように振る舞わなければいけない、リングの中だけでなく、リングの外でもね。見てないけど、大きな乱闘があったと聞いてるよ」「Aサイドは誰だ？、あいつが俺に挑戦したんだから、俺の世界（ボクシング）に来る必要がある」「ハビブと対戦すれば、もちろん、9桁（100億円以上）稼ぐことになる。マクレガー戦よりも大きな額だ。おそらく1億ドル（約110億円）以上は保証される。1億1000万ドル（約120億円）から2億ドル（約220億円）くらいになるかもしれない」と語った。メイウェザーは翌18日にTMZに掲載されたインタビュー取材では、ヌルマゴメドフとの試合が終わった後に、マクレガーと再戦すると語った。

#### メイウェザーvs那須川
2018年12月31日、日本のさいたまスーパーアリーナで開催されたRIZIN.14で那須川天心と、3分3ラウンド契約のジャッジを置かない判定決着なしのKOかTKOのみで決着がつく、公式戦績には残らないボクシングルールのエキシビションマッチで対戦し1回TKO勝利を収めた。
2019年2月15日、TMZの取材に、年内に4、5試合のエキシビションマッチが決まっていて総額8000万ドル（約80億円）の支払いを受け取る予定で、7月にまた日本に戻って日本人の元ボクサーとエキシビションマッチで対戦して1000万ドル稼ぐことになっていると語った。
2019年4月2日、フィリピンのマニラのホテル「リゾーツ・ワールド・マニラ」で記者会見を開くことになっていたが、メイウェザーはホテルの部屋から出てこずフィリピンの取材マスメディアを夜の11時すぎまで8時間以上待たせた末にキャンセルした。
2019年4月9日、宿泊していた東京都内ホテルの部屋に日本のメディアを緊急招集して、時期や場所は未定ながらも年内に日本で自身が手がける格闘技イベントを開催し、エキシビションマッチに出場すると明らかにした。パッキャオとの再戦については「1回やって勝っているし、納得していないファンがいるのかもしれないけど、もう引退しているし。お互い年も取ったことだし、基本的にはやらないだろう」と否定的な見解を示した。
2019年6月13日、東京都内のTMT ジャパン事務所で会見を開き、自身のマネジメントを務める「TMT ジャパン」を設立し、前年9月に同様に行った記者会見から仕切り直し、改めて会社を正式に設立して、格闘技イベント、アパレル、ホテル事業、不動産、飲食店経営、宝石、高級時計販売などの事業を日本を中心に展開していくと発表した。自身のエキシビションマッチについては、日本人、外国人含めた数人のキックボクサー、総合格闘家と交渉中で早ければ秋にも、パートナー関係のあるRIZINか、自主興行のリングでビッグマッチを行う可能性があるとした。
2019年9月13日、東京都内で会見を行い、TMT ジャパンがトラストライン株式会社とアジア圏での独占ライセンス契約を締結したことと、DANGAN主催の『内山高志presents KNOCKOUT DYNAMITE賞金マッチトーナメント』がTMT ジャパンとの共催になることを発表。メイウェザー・タワーやカジノ建設の構想も語られた。年末に再び日本でエキシビションマッチを行うプランについては「できればいいなとは考えている。金額とタイミングが合えば実現する」と話すにとどめた。その後一部の報道で、魔裟斗がエキシビションマッチの相手に浮上するも、魔裟斗自身がInstagramで「もうやらんて！」とメイウェザーとの対戦の可能性を否定した。
2019年9月16日、東京都内にて日本のファン向けに参加費100万円のプライベート昼食会を開いた。
2019年9月18日、中国・海口で記者会見を開き、中国で開催するエキシビションマッチの調印式をミッション・ヒルズ・グループ副会長テニエル・チューと行うはずだったが、「契約に問題があった」として、メイウェザーは記者会見に姿を現さず、地元の児童と行う予定だったバスケットボールイベントや地元の映画テーマパーク「ミッション・ヒルズ・ムービー・タウン」を訪れる予定など全てがキャンセルされた。
2019年9月14日、メイウェザーが自身のInstagramアカウントに、パッキャオとのエキシビションマッチを東京で開催する交渉をしていると話す動画を投稿する。しかし、パッキャオは「なぜエキシビションマッチなんだ？リアルファイトにしてくれ」とエキシビションマッチでの対戦を即座に否定。さらに、パッキャオは10月28日に自身のInstagramアカウントに、中国の億万長者であるジャック・マーのパンチをミットで受ける動画を投稿して、その中で「メイウェザーよ、リアルファイトがしたいなら私と戦おう。もしエキシビションマッチがしたいなら、私の友人、ジャック・マーが引き受ける。こちらが本当のマネー・チームだ」とメイウェザーにメッセージを送った。メイウェザーはこれに「誰だ？！俺は彼（ジャック・マー）のことを誰かも知らない」と返答した。
2019年11月22日、この数日前に「リング復帰の話をもらうことがあるが、健康は私の財産だ。ボクシングは非常に残忍なスポーツであり、ここ数年の間でも多くのボクサーが四角いリングの中で死亡している」と語り現役復帰を否定していたメイウェザーが、自身のInstagramアカウントに、「2020年に引退から復帰する」と投稿。またUFC代表のダナ・ホワイトと一緒に撮った写真と共に「ダナ・ホワイトと私は2020年に世界に壮大なイベントをもたらすために再び一緒に仕事をする」と投稿し、2020年に現役復帰することを示唆した。
2019年12月6日、ダナ・ホワイトがメイウェザーとの契約について「クリッパーズ戦の会場のコートサイドで私達は話し始めて、その場で契約を成立したんだ。フロイドと物事がうまく展開すれば、恐らく3月にアル・ヘイモンと会って書類上の契約を完了する。そして、全てがうまくいけば、来年10月か11月にフロイドと何かをすることになるだろう」と語った。
2020年1月14日、数日後にUFCでの試合を控えていたマクレガーがESPNのインタビューで、（引退する前にボクシングの試合をまたやりたいですか？）と質問を受け、「絶対に間違いなくね。フロイドと再戦したい。フロイドとは再戦すべきだ。彼は現役復帰をチラつかせている。彼らもやりたいはずだ」「再戦すれば私が勝つよ。彼が言ったように、彼は総合格闘技をやるつもりはないだろう。ボクシングで対戦したあとに、総合格闘技の試合でも対戦することになっていたんだ。そうなるはずだった。彼もそう言っていたんだ。契約書はないけど口頭合意していた。どう見ても、実現しそうにないけどね。私も彼に押し付けるつもりはないよ。でも彼とボクシングはしたいね。良い再戦になると思うよ」と語った。これに、メイウェザープロモーションズCEOのレナード・エラーベは、マクレガーが本当に真剣に考えているのであれば再戦は実現可能であると明らかにした。そして、マクレガーが1月18日の試合で勝利すると直後にメイウェザーは自身のSNSに「メイウェザー、マクレガー2、2020」と書かれたメイウェザーとマクレガーが並んだ試合ポスター風の画像と、「メイウェザー、ヌルマゴメドフ、2020」と書かれたメイウェザーとヌルマゴメドフが並んだ試合ポスター風の画像を2枚続けて投稿した。試合後記者会見で、マクレガーはこのメイウェザーがSNSに投稿した試合ポスターに触れ、「彼はポスターに「マクレガー・スポーツ・アンド・エンターテインメント（マクレガー主宰のプロモーション）」を入れるのを忘れた。そこをカットしたのは彼だから、私とマニー・パッキャオになる。フロイド、彼は面白い男だ。話し合いは続けられている。決して止まることはない。フロイドが金をすぐに使い果たしてるのは知っていると思うが、彼は引退どころじゃない。再戦はいずれ実現するよ」と述べた。またダナ・ホワイトが、内容は明らかにしなかったが、メイウェザーがSNSのプライベートメッセージを使って連絡を取ってきたと明かした。
2020年2月13日、メイウェザーがインタビューで、ダナ・ホワイトと復帰戦について話し合っており、昼間にハビブ・ヌルマゴメドフ、夜にコナー・マクレガーと、同じ日に2人と対戦することをホワイトに提案したと語った。またマクレガーとの初戦では、腕立て伏せと腹筋運動、それに数回スパーリングとサンドバッグを叩いただけで、実際にジムでキャンプを行ったのも数日でほとんどトレーニングをしなかったと語った。
2020年3月1日、ヌルマゴメドフがメイウェザーと対戦することについてTMZの取材に対し、「彼はただメディアの見出しに載りたいだけなんだ」「彼が誕生日を迎えて、48歳か49歳になったと見たけど、ほとんど私の父親と変わらない年齢だ。そんな相手の顔の殴り方はわからない。もし対戦したいのなら、UFCに来てくれ。こっちがリアルファイトなんだ。私はボクサーじゃない。レスラーでもない。私は総合格闘家なんだ」「興味があるなら、以前に私の父親が言っていたような、11ラウンドはボクシングで、1ラウンドは総合格闘技でなら対戦できるかもしれない。11ラウンドは3分間のボクシングで、最後のラウンドは5分間の総合格闘技でやるんだ。彼がこれを受け入れるのなら、私は対戦できる」「彼が私を11ラウンドでノックアウト出来るとは思わない。そして彼は最後のラウンドで何が出来るだろう？。5分の間、彼をテイクダウンして、彼を打ちのめすよ。もちろん、彼はボクシングではとても良い選手だ。しかし彼が私をノックアウト出来るとは思えない」と語った。
2020年3月5日、メイウェザーがイギリスでのファンイベントで、「私とホワイトは、コナー・マクレガー戦とハビブ戦について話し合った。私にとって、彼らと対戦するための数字は6億ドル（640億円）だ。私がリスクを冒すとすれば、それだけの価値がある」「今のボクシング界で普通のボクサーと対戦することは、私にとって意味が無い。私はビジネスマンだ。コナー・マクレガー戦は、金が稼げるのなら、意味が有ることなんだ」「私は都市を代表するような相手とは対戦しない。私が対戦する相手は、国を代表するような相手でなければならない。マクレガーとの初戦は面白いものだった。エンターテイメント・ビジネスなんだ」と語った。これにヌルマゴメドフは3月8日に行ったUFCの記者会見で、「誰が彼に6億ドルを払うのだろう？。私では無い。ダナも払わないと思う」「もし試合を実現させたいのであれば、11ラウンドのボクシングと1ラウンドの総合格闘技だ。これに応じれば、私達は対戦できる」と語った。またヌルマゴメドフはサウジアラビア政府から1億ドル（110億円）以上の額でメイウェザーと対戦するオファーがあったことについて、「メイウェザー戦は単なるマネー・ファイトだ。それは金のためだけでしか無い。ただそれだけだ。しかしサウジアラビア政府は私にメイウェザーと戦って欲しくて仕方ないんだ」と、メイウェザー戦はUFCで決まっているトニー・ファーガソンとの試合のような意義の有る試合ではないと語っている。
2020年3月10日、元内縁の妻でメイウェザーとの間の3人の子供の母親でもあるジョーシ・ハリスが、カリフォルニア州の自宅前に止めていた車の中で遺体で発見される。40歳没。その後、検死が行われ死因は、アルプラゾラム（ザナックス）とフェンタニル（オピオイド）を同時に服用したことによる、偶発的な薬物の過剰摂取と発表された。3月17日、叔父で、長年トレーナーを務めたロジャー・メイウェザーが糖尿病の闘病生活の末に死去。3月19日、身内の不幸が相次いだことや新型コロナウィルスの影響により、2020年に予定していた復帰をキャンセルする意向であるとTMZが報じた。4月4日、実娘イアンナが女性をナイフで2度刺したとして重加重暴行容疑で逮捕される。ラッパーで婚約者のヤングボーイ・ネヴァー・ブローク・アゲインの自宅にいた被害者女性と口論となり事件に発展した。
2020年4月10日、メイウェザーが「世界最高のトレーナーの1人になる」とトレーナー転向を宣言した。
2020年5月9日、復帰してエイドリアン・ブローナーと対戦するのではという噂が流れ、同時期にメイウェザーがトレーニング動画を何度か投稿したことがさらにその噂に拍車をかけたが、メイウェザーは、トレーニングは健康管理のために行っているものだと語り、加えて「もしこいつ（ブローナー）がフロイドと対戦したいのなら、小さなアリーナを完売したり、リトル・ベイビームーブがあるだろう。悪くない。でも俺は年をとっていてとても賢い。叔父のロジャーみたいにはなりたくないんだ。多くの選手は辞め時がわからない」「マクレガーとの試合でさえも、俺と彼の利益にとって利口だった。俺は他のどの選手よりも稼ぐことができる」「俺達がもう一度やるとしても、それはエンターテイメントでありビジネスだ」「俺はボクシングじゃ無い。俺は終わったんだ。引退した。そして自分の人生を愛している。引退を楽しんでいるんだ」と語った。
2020年5月15日、マイク・タイソンが自身のポッドキャスト番組Hotboxin'でメイウェザー対マクレガーでのマクレガーについて、「聞いてくれ、見応えのあった試合だったが、ただ見応えがあった試合だったという感想だけじゃない。マクレガーはあの試合まで実際にボクシングをやったことがなかったよな？。彼はボクシングをやったことがないのに、100年間で最高のボクサーを相手にして10ラウンドまで戦った。彼は10ラウンドまで戦って、100年間で最高のボクサーにパンチを食らわせた。彼は使命を果たした。彼が誰と戦い、その相手に何をしたかを考慮すると凄さが分かるさ」と称賛すると、マクレガーがツイッターで「ありがとう、マイク。再戦になったら、今私の持つフロイドのスタイルに対しての知識に加えて、私の古いボクシングコーチの指導の下、そのパズルを解いて、フロイドを倒す。人生をかけて約束するよ。アイアン・マイクが復帰することを楽しみにしている」と反応した。
2020年6月7日、コナー・マクレガーが現役引退を発表すると、メイウェザーは「もし俺が間違っていなければ、もし俺たちの2度目の対戦が実現すれば、お前は俺を倒せるとマイク・タイソンに伝えたなかったっけ？それなのに、引退するって！お前は俺を倒したかったんじゃなかった？まあもしお前が復帰すると決めたら、お前をもう一度懲らしめらるようお待ちしているよ」とSNSで反応した。
2020年7月9日、自身のインスタグラムに「まもなく、プライベートジェットに乗り込んで東京に向かう。2020年のことについて、私のパートナーやRIZINとミーティングをするんだ。乞うご期待。@rizin_pr」と文章にRZINの公式アカウント名を含めて、近日中に来日しRIZINと話し合いを行うことを示唆するメッセージを、自身がシャドーボクシングを行う動画と共に投稿した。そして7月23日には、フォーブスのインタビューで「私達は2020年か2021年に東京で行ういくつかのことについて取り組んでいるよ」と語り、2020年か2021年にエキシビションマッチを開催することについてRIZINと話し合っていることを認めた。
2020年7月25日、エキシビションマッチで「マイク・タイソン対ロイ・ジョーンズ・ジュニア」が行われることについて、メイウェザーは那須川天心戦を引き合いに、「エキシビションマッチを巨大にした先駆者は誰であるかをみんな忘れているように思う」と、ビッグエキシビションマッチの先駆者は自分であると誇った。
2020年8月9日、ダナ・ホワイトが「フロイドと私は今でも話し合いを続けていて、行ったり来たりしている。私達は双方まだ興味を持っている」とメイウェザーの現役復帰の交渉が続いていると語った。
2020年10月2日、ポッドキャスト番組に出演した際に、「健康は財産」であるとして今更トップクラスのボクサーとは対戦するつもりはないが、マクレガーかヌルマゴメドフと3億ドルのファイトマネーで対戦できるのであれば引退から復帰すると語った。
2020年10月23日、ダナ・ホワイトがメイウェザーとはまだ話し合いを続けているとコメントしたことについて、メイウェザーは「俺とダナは話し合っているよ。いつもってわけではないけど、時々電話やテキストメッセージで話し合っている」「ダナはクールでグレイトなやつだ。UFCで素晴らしい仕事をやっている。俺はダナを誇りに思うよ。私達が将来、お互いに協力するのを楽しみにしているんだ。私達が仕事をするかって？間違いないよ」と語った。またマクレガーとパッキャオが対戦すると取り沙汰されていることについても、「マクレガーがパッキャオと対戦することになっても、俺と対戦した時ぐらいの金を稼ぐことは出来ないよ。あれほど大きくなることはないだろうね。当たり前だけど、フロイド・メイウェザーよりも大きくなることはないよ」と語った。
2020年11月10日、メイウェザーが自身のインスタグラムに「日本、東京のみんな、私は2021年に戻ってきます。2021年にはオリンピックが東京で開かれることを知っています。でも私と私たちのチームは大きなことを東京ドームで開催するでしょう。私やチームに良くしてくれているトラストラインには感謝を述べたい。日本よ、今すぐ行きます」と語る動画を投稿した。
2020年11月16日、横浜市内のホテルで開かれた、新格闘技イベント「MEGA2021」の大会開催会見にリモートで出席し、2021年2月28日に東京ドームで開催される大会に出場することを発表した。対戦相手は未定ながらも、さまざまな格闘技団体の王者クラスの選手たちにオファーを出す予定で、ルールは対戦相手が決まってから交渉に入ると明かされた。
2021年2月5日、新型コロナウイルス感染拡大防止による緊急事態宣言の延長で、メイウェザーが来日することが不可能になったことや入場者数の制限を理由に、「MEGA2021」の延期が主催者のMEGA2021製作委員会より発表された。

#### メイウェザーvsローガン
2020年11月17日、人気YouTuberのローガン・ポールが、「俺のパンチが1パンチでもフロイドを捉えたら、このマヌケ野郎は真っ二つになるだろう」「俺がフロイドを喧嘩で捕まえたら、ストリートファイトでだ、あいつは打ちのめされるよ。間違いない」「総合格闘技？オクタゴン？、やっつけてやるよ」「フロイドが唯一安全な場所はボクシングのリングだろうけど、俺はいっこうに構わないよ。俺はいつでも、どこでも、どんな場所でも、フロイドと戦うよ」「俺は身長で8インチ（20センチ）高く、体重で40ポンド（18キロ）重い。年齢は彼の半分で、彼より2倍ハングリーで、10倍スマートだ」と、メイウェザーを挑発した。
2021年2月2日、メイウェザーが自身のインスタグラムに「今年はいくつかのエキシビションに焦点を当てる。日本の東京で再びエキシビションを行う。もちろん、ローガン・ポールとやるし、ジェイク・ポールがもし次に対戦するベン・アスクレンに勝てば、彼ともエキシビションを行う」「50セントが俺と対戦したがっていて、俺のことを小さすぎると言っていると聞いた。年末にやりたいなら、エキシビションをやる。俺はこいつらと対戦する階級は気にしない。ポール兄弟はこのイベントで大金を稼ぐだろうけど、でも50セントとは"勝者総取りマッチ"じゃないとダメだ」と投稿した。
2021年6月6日、フロリダ州のハードロック・スタジアムで、ジャッジを置かない判定無しの、KOかレフェリーストップのみで決着する、3分8ラウンド、10オンスグローブを着用し、ヘッドギア無しの、プロボクシングのエキシビション試合で人気YouTuberのローガン・ポールと対戦。ブックメーカーの試合前のオッズでは1対6.5（引き分けは13倍）でメイウェザーの圧倒的優位予想だったが、メイウェザーは体格差のあるローガンにクリーンヒットを当ててもダメージを与えられず、手数も出せないまま見せ場の無い試合内容に会場はブーイングに包まれ、メイウェザーが優勢だったもののKOかレフェリーストップのみで決着する判定無しのルールだったため勝敗は付かなかった。試合後のインタビューでは「オレが復帰するかって？絶対にない。オレはボクシングを引退したんだ。恐らくエキシビジョンも二度とやらないだろう」と語った。
2021年1月24日、メイウェザーが「同じようなことをしているのに、なぜメイウェザーは嫌われて、マクレガーは愛されているの？」というフォロワーからの質問を引用して、「この投稿を見たが俺の考えは、詐欺師アーティスト負け犬マクレガーは俺から全てを盗んで愛されているのに、俺は嫌われている。それは人種差別がまだあるってことなんだ。あの役たたずが俺のレベルと違うことを知って欲しい。俺のスキルは誰にも負けないし、俺は生まれながらの勝者だ。俺はたくさん口汚く話すが、いつも有言実行してきた。だから嫌われ者なんだ。スラム街育ちの貧しい黒人の子供になるのは悲しいことで、人種差別に一生対処しながら、自分や家族の立場を良くするために必死で一生懸命頑張っても、その憎しみのほとんどは仲間から来るんだ。コナーは自分のスポーツですら勝てないのに、ボクシングに戻ってパッキャオと対戦することを話している。誰もそんなのを見たくない、俺の残り物が俺の別の残り物を食べるようなもんだろ」と自身のインスタグラムに投稿した。
2021年2月19日、マクレガーが自身のSNSに「ハッピー・バースデイ、フロイド！我々はあなたがフォーブスに載っていなくて寂しいよ❤️」と、フォーブスの「2020年度版スポーツ選手長者番付」からメイウェザーがランキング外になったことをからかう誕生日メッセージを送った。
2021年4月10日、メイウェザーが自身のインスタグラムにダナ・ホワイトとRIZIN代表榊原信行と一緒に撮った写真と共に、「我々は大きな契約に取り組んでいる！」とメッセージを投稿した。ホワイトと榊原も同じ写真を自身のSNSに投稿したが、榊原によると、メイウェザーの自宅で打ち合わせをしていたところ、メイウェザーが榊原へのサプライズとしてホワイトを自宅へ呼んだのだという。
2022年5月21日、当初は2022年5月14日にドバイのブルジュ・アル・アラブのヘリポートでドン・ムーアとエキシビションを行う予定だったが試合前日の5月13日にアラブ首長国連邦大統領ハリーファ・ビン・ザーイド・アール・ナヒヤーンが死去したため、日程が1週間延期となり、開催地も変更され、アブダビのエティハド・アリーナで元スパーリングパートナーのドン・ムーアと2分8ラウンドのエキシビションで対戦し、メイウェザーは試合中にダンスするなど余裕をみせ、途中ラウンドボードを掲げたり、リングガールと一緒に踊ったりもして、8ラウンドにダウンを奪うなど圧倒したが、判定無しのルールだったため勝敗は付かなかった。

#### 国際ボクシング殿堂入り
2022年6月12日、アメリカニューヨーク州で国際ボクシング名誉の殿堂博物館による国際ボクシング殿堂の式典に出席し、スピーチで涙ながらに殿堂入りへの喜びや父フロイド・メイウェザー・シニアへの感謝を述べた。なお、2020年12月15日に既に2021年度での殿堂入りが発表されていたが、新型コロナウイルスの影響で2020年から22年まで3年分の表彰式典が延期されていた。

#### メイウェザーvs朝倉
2022年6月14日、ラスベガスで行われたRIZINの会見で、9月25日に日本開催でさいたまスーパーアリーナで行われる超RIZINでボクシングルールのもと、朝倉未来とエキシビションマッチで対戦することが発表された。
2022年7月13日、メイウェザーがFIGHTHYPEのインタビューで「今年あと3回エキシビションをやる。そのうち1試合は（公式）試合になる可能性がある。俺が話しているのは最低でも2億ドルの話だってことを知っておいた方がいいだろう」と現役復帰を示唆した。
2022年9月21日、メイウェザーがTMZのインタビューで、「願わくば、俺とコナー・マクレガーが2023年に公式試合でやれることを願っている」と語り、「彼らは俺が受け取ることになる数字を既に俺に話している、『9桁』だ。フロイド・メイウェザーのためには少なくとも1億ドルを用意しなければならないことはわかっているだろう」「場所はラスベガスのアレジアント・スタジアムになる可能性がある」と、ファイトマネーや開催場所の交渉があったことを明かした。しかし直ぐにマクレガーは自身のインスタグラムに、メイウェザーとの初戦でメイウェザーにアッパーを当てた場面の画像と共に、「 #notinterested」（#興味無し）と、メイウェザーとの試合には興味が無いとメッセージを添えて投稿した。
2022年9月22日、メイウェザーがインタビューで「常に1分間で数百万ドルだ。このエキシビション（朝倉戦）だけでも1500万から2000万ドル以上の稼ぎがあるだろう。このエキシビションからだけでだ。クールだね。9分間で2000万ドル、悪くない」と言ったことに対して、マクレガーがツイッターで「彼はまたスパーで1億ドルを稼ぐと言ってるけど、フォーブスのスポーツ選手長者番付のトップ100に載っていないじゃないか。彼は2017年以来、年間で2000万ドルを稼いだことがない。そうでなければ彼はスポーツ選手長者番付に載っていただろう。彼は2017年以来リストに入っていない。言い換えれば、彼は大ぼらを吹きってことだ」と投稿した。
2022年9月25日、超RIZINで朝倉未来と3分3ラウンド契約のボクシングルールのエキシビションマッチで対戦し、2回にTKO勝利を収めた。

#### メイウェザーvsチャーマーズ
2023年2月25日、イギリスのO2アリーナで元総合格闘家のアーロン・チャーマーズと2分8ラウンドのエキシビションを行った。前日の公開計量でチャーマーズは161ポンドで計量したが、メイウェザーは公開計量に現れず、個人的に非公開で計量し、155ポンドと発表した。試合はメイウェザーは最後まで倒しきれず、判定無しのルールだったため勝敗は付かなかった。メイウェザーは試合後にKOできなかったことについて「フックを打った時に左手を負傷してしまった。折れているかもしれない」と語った。また、チケットが売れず会場となったO2アリーナの空席が目立ったことについては「もっと早くチケットを発売するべきだった。我々の新しいチームはまだ学習中だ。アメリカではチケットに金を使うことを気にしないけど、イギリスではチケットにあまり金を使いたくないんだろう」と弁明した。

#### メイウェザーvsゴッティ3世
2023年6月11日、アメリカ・フロリダ州のFLAライブ・アリーナで、大物マフィアのジョン・ゴッティの孫であり総合格闘家からプロボクサーに転向したジョン・ゴッティ3世と、WBCがこの試合のために特別に制作したジューンティーンス王座がかかった2分8ラウンドのエキシビションマッチで対戦した。前日の公開計量でゴッティ3世は181ポンドで計量したが、メイウェザーは公開計量に現れたものの体重計に乗らず計量を拒否した。試合は、序盤からメイウェザーがゴッティ3世に対してだけでなくリングサイドで観戦していたゴッティ3世の友人などにもふざけた挑発を繰り返すと両者は口論となり、レフェリーのケニー・ベイレスが口論やふざけた行為をやめなければ試合をストップすると何度か警告したが、両者が従わなかったため6回58秒で試合をストップし無効試合となった。しかし、これについて納得がいかなかったゴッティがレフェリーの制止を振り切ってメイウェザーに突進すると、リング上は両陣営入り乱れての大乱闘となり、会場でもあちこちで喧嘩が勃発するなど収拾がつかなくなり警察が介入する事態となった。この騒動の処分として、ゴッティはフロリダ州アスレティック・コミッションから6カ月間の出場停止処分を受けた（しかし約1カ月後の7月下旬にこの出場停止処分は解除となった）。また、ゴッティはインスタグラムで、試合をストップしたレフェリーを非難すると共に、「シャバ僧ビッチのフロイド・メイウェザー、お前は俺の生涯の敵だ」とメイウェザーを脅すようなメーセージを投稿し、さらに「コナー・マクレガー、我々は援護が必要だ」と投稿すると、マクレガーはインスタグラムに「俺はゴッティ達を支援する、戦争は始まっている」と投稿した。
2024年8月24日、メキシコ・メキシコシティのアレナCDMXでジョン・ゴッティ3世と2分8ラウンドのエキシビションマッチで再戦。2ラウンドにメイウェザーは多数の世界戦やビッグマッチのレフェリーを務めた経験のあるパナマ人レフェリーのヘクター・アフに微妙なラビットパンチを注意されると、突然激怒してアフに向かって「出て行け」「黙れ」と罵り、メキシコ人レフェリーであるアルフレド・ウルズキエタに交代させた。その後メイウェザーは実力差をみせつけゴッティ3世を圧倒するも、前代未聞のレフェリー交代劇以外は特に見せ場のない消化不良の試合に観客からブーイングが飛ぶ中で試合は終了し、判定決着のないルールであったため引き分けとなった。試合後にはオスカー・デ・ラ・ホーヤから「本当にひどい試合で、最後にはアリーナの観客がブーイングしていた」「フロイドは自分がやりたいことをレフェリーに何でも好きにやらせてもらえることに慣れているが、今回は彼の思い通りにいかなかった。とても恥ずかしい」「フロイド、君は50歳で、このスポーツの伝説だ。私は数え切れないほどのインタビューで君を擁護してきたが、こうしたエキシビションで恥をかくのはやめたほうがいい。人生が厳しいのは分かっているし、お金がかかるのも分かっている。でも、自分のレガシーを第一に考えてくれ」など酷評された。
2024年8月28日、フロリダ州の宝石商から、2021年6月下旬にメイウェザーに高級ブランドの腕時計や宝石を販売し、26万7000ドル（約3790万円）の支払いはあったが、残りの388万3657ドル（約5億5千万円）を3年以上請求してきたが支払われなかったとしてマイアミ連邦裁判所に訴訟を起こされた。宝石商はさらに、詐欺、民事共謀、契約違反などでメイウェザーのチームであるTMTをRICO法で訴えた。

## キャンプ中のトレーニングメニュー
1. 深夜3時に起床して軽い朝食を取る[277]。
2. ジムへ向かい、筋肉をほぐすためのマッサージからトレーニングを始める[277]。
3. シャドーボクシング[277]。
4. ミット打ち[277]。
5. ヘビーサンドバッグとスピードバッグ打ち[277]。
6. 腹筋を300回から500回、腕立て伏せを100回[277]。
7. 縄跳びを15分から20分した後に懸垂を数十回[277]。
8. 週3回のスパーリング(15ラウンド以上)[277]。
9. 5～8マイル（約8㎞～約12.2㎞）のランニング。

## 犯罪・トラブル
2001年10月、内縁の妻のメリッサ・ブリムに自動車内で暴行を加えたとして起訴される。
2002年3月、ショッピングモールでメリッサ・ブリムを殴ったとして起訴される。
その後、メイウェザーは2度のブリムへの家庭内暴行とブリムの父親への暴行を認めて執行猶予判決を受ける。罪を認めた引き換えに、ストーカー容疑及び公務執行妨害容疑など他の容疑の起訴は取り下げられた。
2003年8月、ラスベガスのナイトクラブで、別の内縁の妻ジョージ・ハリスの知人女性2人を殴ったとして執行猶予判決を受ける。
2003年12月、自動車内でジョージ・ハリスに殴る蹴るの暴行を加え、髪の毛を掴んで車外へ引きずり出したとして、重暴行容疑で逮捕される。しかし2005年7月にハリスが証言を翻し、メイウェザーは無罪となる。
2007年5月、メイウェザーが総合格闘家のチャック・リデルを「チャック・リデルがボクシングのリングに入ったら、平凡なボクサーにも痛めつけれられるだろう。ノックアウトされるから彼らに組み付くチャンスは無い。」とこき下ろし、「良いボクサーならUFCの選手達をまとめてノックアウトできる。ボクサーを送り込めばUFCのチャンピオンになれる。」と挑発。これにUFC代表のダナ・ホワイトが、当時UFCライト級チャンピオンだったショーン・シャークと対戦させたいと応じるが、メイウェザーはデ・ラ・ホーヤ戦の試合前に「（デ・ラ・ホーヤ戦の）宣伝活動だった。ふざけていただけで、UFCで試合をするつもりは無い。時々、言っては駄目なことを言ってしまうこともある、ダナ・ホワイトと関係者に謝罪をしたい。」と関係者を通じてダナ・ホワイトに謝罪を申し入れた。
2009年、累積した税金の未払いが560万ドルに達したのにもかかわらず、IRS（内国歳入庁）からの再三の支払要請を拒んでいたが、IRSがマルケス戦のファイトマネーを差し押さえる手続きを取ったことで、ようやくメイウェザーは支払いに応じた。
2009年12月、「マニー・パッキャオはパフォーマンス向上薬を使用している」と発言し、パッキャオから名誉棄損として訴訟された。裁判所から弁護士費用11万4000ドルの支払いを命じられたが、2012年に和解している。
2010年9月、パッキャオに対してビデオアプリで「イエローチャンプ（黄色い間抜け）」「倒した後にあのクソ野郎に巻き寿司を作らせてご飯を炊かせてやる」「あいつは売春婦」と発言し、アジア人種差別だと批判された。2日後、メイウェザーは視聴者に「ただ楽しんでいただけで人種差別の意図はなかった」と謝罪したが、パッキャオサイドに謝罪することはなかった。
2010年9月、この当時メイウェザーは別の内縁の妻シャンテル・ジャクソンと同棲していたが、ジョージ・ハリスがNBA選手のC.J. ワトソンと会っていると聞き、嫉妬心からメイウェザー所有のジョージ・ハリスが生活している邸宅に男1人を引き連れて乗り込む。そしてハリスの携帯電話にC.J. ワトソンからのメールを見つけ、ハリスを問い質したところワトソンと会っていることを認めたことで激怒、「お前たち2人を殺す」「消させてやる」と叫びながら、自身の子供たちの目の前でハリスの後頭部を何度も殴り、髪の毛を掴んで引きずり倒して蹴りつけた。ハリスは子供たちに警察に通報するよう助けを求めたが、メイウェザーが警察に通報したら「尻をひっぱたくぞ」と子供たちを脅した。それでも子供たちは警察に通報しようと試みるがメイウェザーが連れてきた男に妨害されたため、子供の1人が邸宅から抜け出して直接警察署に駆け込み助けを求めた。そして警官が邸宅に駆けつけるが、メイウェザーはハリスの携帯電話を奪い逃げ去った後だった。
2011年12月、メイウェザーはハリスへの暴行、子供への脅迫、携帯電話の窃盗など最大で懲役34年の実刑を科せられる可能性があったが、司法取引に応じて一部の罪を認めたことで、懲役90日まで減刑された。
2012年6月、刑務所に収監された。
2012年8月3日、刑務所内での受刑態度が良かったとして刑期が短縮され出所した。
2012年9月9日、メイウェザーが所有する邸宅でメリッサ・ブリムと激しい口論となり、ブリムが警察に通報するが、メイウェザーはブリムの私物を奪って逃亡。後日メイウェザーがブリムへ私物を返却したことで、ブリムは訴えを取り下げた。
2014年3月5日、UFCの女子スター選手ロンダ・ラウジーがラジオ出演時に、総合格闘技の試合ならメイウェザーに勝てるかと聞かれ「殴られないように這いつくばって素早く近づくわ。映画Bloodsportに出ていた猿男のようにピョンピョン跳ね回って、テイクダウンでグランドに引きずり込むのよ」と冗談半分で答えたことが反響を呼び話題になる。（後述のメイウェザーの謝罪につながる）
2014年4月、婚約者のシャンテル・ジャクソンと破局したことが報じられる。メイウェザーは破局の原因をジャクソンが相談も無く授かった双子を中絶したからだと語り、生まれてくるはずだった胎児のエコー写真を公開した。中絶を公表されたジャクソンは、メイウェザーの財力では買収は無理だろうと言われていたにもかかわらず、ロサンゼルス・クリッパーズ（NBA）の買収に名乗りを上げたことで一部から嘲笑されていたメイウェザーをからかうように「こんなことをするってことは、ようやくNBAチームの買収を諦めたようね　笑」「#幼稚よ」「#大人になってね」と反撃するが、メイウェザーはジャクソンが豊胸や顔の整形手術を受けており、その費用の支払いをメイウェザーが肩代わりしたことなどを暴露した。
2014年5月26日、ラスベガスのファットバーガーで食事をしていたメイウェザーの所にラッパーのT.I.が来て、激しい口論の末にT.I.がメイウェザーに殴りかかり、ボディガードが慌てて止めに入るも、双方の関係者同士が店内で大乱闘になる騒ぎがある。原因は明らかにされていないものの、T.I.の妻タイニーとメイウェザーの浮気が原因と伝えられた。
2014年6月下旬にイギリス各地をツアーでまわることが発表されていたが、イギリス政府がメイウェザーへの入国ビザ発行を拒否したことでキャンセルされた。
2014年7月15日、前述のロンダ・ラウジーとの試合についてUSAトゥデイのボクシング記者にインタビューで聞かれ、メイウェザーは「“彼”が誰か知らない」と答える。しかし2日後の7月17日、ESPNの式典『ESPY賞』でロンダ・ラウジーが女性アスリート部門最優秀賞を受賞、式典に出席していたメイウェザーは「アメリカンフットボールとバスケットボール以外はボクシングでさえあまり詳しくないんだ。」と弁明して失言だったとラウジーに謝罪をした。
2014年9月4日、「7年以上連れ添ってきた元婚約者のシャンテル・ジャクソンが、付き合っていた期間に暴力を振るわれていた。」「胎児のエコー写真をソーシャルメディアに投稿して中絶したと一方的に公表されたことで名誉を傷つけられた。」「ジャクソンがラッパーのネリーと一緒に写った写真をSNSで公開したところ、メイウェザーにその写真を削除しなければジャクソンのヌード写真をリークすると脅された。」として、裁判所にメイウェザーを提訴した。
2014年9月11日、NFLのレイ・ライスがエレベーター内で夫人を殴り倒し意識不明にさせ逮捕された事件について、メイウェザーが「防犯カメラに録画されていないだけで、どこの家庭でも多くの酷い事が起きている」「NFLは最初に下した裁定の2試合出場停止処分で済ますべきだ」と発言。しかし有名ニュースキャスターのキース・オルバーマンは「メイウェザーはレイ・ライスのために予想外の共感をあらわにした。メイウェザーは人を殴るのが好きだ、特に自分自身で身を守ることができない女性を。フロイド・メイウェザーは今日のスポーツ界で最低の男だ」と非難し、CNNとESPNの女性キャスターがメイウェザーの試合観戦とPPV購入をボイコットするよう記事を書くなど批判が集まったことで、メイウェザーは「気分を害してしまった人たちに謝罪する。私も間違うことがある。家庭内暴力は許されるべきことではない」と謝罪した。
2014年9月23日、マルコス・マイダナ第2戦前にShowtimeが放送したリアリティー番組「オール・アクセス」にて、女性のグループがマリファナを吸う横で、メイウェザーがアシスタントにマリファナ用の巻紙を買いにいかせる場面と、“ドッグハウス・ルール”と名づけた休憩無し時間無制限ルールの違法スパーリングで、プロ選手とアマチュア選手を決着が付くまでの31分間休憩無しで対戦させた上に、金銭を賭けていた場面が問題視され、プロモーターライセンスの交付を受け番組の製作総指揮者も担当していたメイウェザーはネバダ州アスレチック・コミッションから事情聴取を受けた。その中でメイウェザーは番組はペイ・パー・ビューを販売するためのやらせで、マリファナに関しては偽物が使われ、違法スパーリングで金銭が賭けられたことは認めるも31分間の間に数分の休憩はあったがテレビの編集でカットされたと回答し、コミッション側から厳重注意を受けた。しかし10月になると、違法スパーリングに参加させられたアマチュア選手の兄弟が、「自分たちのスパーリングの様子が放送されることに同意した覚えはない」「1ラウンド5〜7分のスパーリングを命じられ、時間を短くしてほしいと言ったところ、メイウェザーに却下された」「自分がリングを出ようとするとメイウェザーがスパーリング相手と周りの選手に対し、リングを出たらリングの外でたたきのめすよう言った」「休憩なしで31分に及ぶスパーリングを命じられ、メイウェザーをはじめとするスタッフは、この勝敗に金銭を賭けていた」「メイウェザーが、ネバダ州アスレチック・コミッションで故意に不正確な証言をした」として訴訟を起こした。また、マルコス・マイダナ第2戦で投資家のウォーレン・バフェットがメイウェザーと帯同してリング入場する計画があったが、バフェットの側近がメイウェザーの家庭内暴力とマリファナの場面を問題視し、試合直前で計画中止となった。
2014年12月8日、ビデオ通話アプリのFaceTimeを通じて妻の不倫をメイウェザーに相談していたラッパーのアール・ヘイズが、妻を殺すとメイウェザーに告げて風呂場にいた妻を射殺したあとに自分も自殺する事件が起きる。この事件をFaceTimeを通して一部始終見聞きしたメイウェザーは警察の事情聴取で、妻を射殺し戻ってきたヘイズと会話を続け、自殺をすると言うヘイズに落ち着くよう説得を試みたが止められなかったと話した。
2015年2月5日、オーストラリアのメルボルンとシドニーでプロモーションツアーを予定していたが、家庭内暴力での収監や逮捕などの犯罪歴を理由にオーストラリア政府から入国ビザの発行を拒否されキャンセルとなった。
2015年5月5日、パッキャオ戦に向けてのインタビューの中で過去の家庭内暴力について聞かれた際に、メイウェザーは元内縁の妻のジョージ・ハリスに暴行を働いた事件について「ハリスは薬物中毒でハイな状態だったため、3人の子供の前でおとなしくさせねばならなかった」などと語ったが、このメイウェザーの発言は虚偽で名誉毀損に当たるとしてジョージ・ハリスが2000万ドルの損害賠償を請求する訴えを起こした。ハリス側は「自身の悪評から目をそらせ、パッキャオ戦を過剰に宣伝するためのでっちあげだ」と主張した。
2016年12月、ラスベガスのホテルのナイトクラブで自身の39歳の誕生パーティーに出演する契約をしていたが、ヨーロッパ滞在を優先して誕生パーティー出演を土壇場でキャンセルしたとしてホテル側から訴訟を起こされた。契約は90分間の出演とギャラ3万5千ドル（約400万円）の条件で、半額が前払いでメイウェザーに渡されていたが、その前払い分の返却も拒否されているとしている。メイウェザーは10月にも宝石店から2015年9月に300万ドルで購入したダイヤモンドのネックレスの代金の内140万ドル（約1億6千万円）が未払いであるとして訴訟を起こされている。
2017年2月、ロサンゼルスで自身の40歳の誕生パーティーを開いていた最中に、ラスベガスの自宅に泥棒が入り高級時計など15万ドル相当の金品を盗まれた。2017年11月には、中国を旅行中に、ビバリーヒルズの自宅に泥棒が入り金品を盗まれた。
2017年3月6日、メイウェザーがイギリス各地をファンミーティングツアー「アンデフィーデッド・ツアー」で回っていた最中に、ツアー宣伝カーが放火によって燃やされる。メイウェザーが遊んでいたナイトクラブのVIPルームに女性客数人を招き入れたが、その彼氏の何人かの入室は断ったことで、入室を断られた彼氏の報復による犯行と伝えられた。
2017年7月、メイウェザーが2015年度分の税金2220万ドル（約24億円）を滞納し、アメリカ合衆国内国歳入庁（IRS）にマクレガー戦まで支払期限の延期を求める嘆願書を提出していたこと、2010年度分の税金720万ドル（約8億円）を滞納していることが発覚した。
2017年12月1日、メイウェザーが元婚約者のシャンテル・ジャクソンに対して、付き合っていた2008年から2013年の間に多額の現金を盗まれたとして、訴訟を起こした。
2018年11月29日、米証券取引委員会（SEC）は、メイウェザーが報酬を受け取っていることを明かさず、新規仮想通貨公開（ICO）への投資を違法に勧誘したとして、罰金61万ドル（約7000万円）を支払うことで同意したと発表した。
2022年1月11日、仮想通貨「EthereumMax」の広告塔になり報酬を受け取ってローガン・ポールとの試合で、ボクシングパンツで宣伝したとして、パンプアンドダンプ詐欺の被害に遭った被害者から、キム・カーダシアンらとともに集団訴訟を起こされた。

## 人物・エピソード
- 2014年頃から「TBE(史上最高、The Best Everの略)」と自称しているが、ウラジミール・クリチコはこのことについて「周りの人々が王と呼ぶのであって、王が自分で『私は王だ』と言うもんじゃない。そうであるかは周りが決めるんだ」としている[326]。また、メイウェザーが俺はモハメド・アリやシュガー・レイ・ロビンソンよりも偉大だと発言した際には[327]、アリ本人から「忘れるな、俺が最も偉大なんだ」と返され[328]、アリを尊敬しているマイク・タイソンからは「すごい妄想だな。偉大さは人々から受け入れられるものであり、自己保身ために使う言葉ではない。奴は一人で子供達を学校へ連れて行くことさえできない。奴はアリの領域にさえいない。とても小さな、臆病な男だ」と怒りをあらわにして批判された[329][330]。
- 史上最高のボクサー5人として、自身を1位としつつ、2位にパーネル・ウィテカー、3位にロベルト・デュラン、4位にラリー・ホームズ、5位にアーロン・プライヤーを挙げている[331]。
- 2012年に内縁の妻への暴行などで逮捕された事件で実刑判決を受けた際には、2012年1月6日から刑務所に収監とされることになっていたが、5月5日に決まっていた試合（ミゲール・コット戦）で生み出す経済効果とそれに伴う税収を踏まえた結果、試合後となる6月1日まで収監が延期されたというエピソードがある。
- アメリカ在住のボクシングファンの人口層で最多の33.3%を占めるヒスパニック系移民の市場に目をつけ、2009年以来、メキシコ系の記念日であるシンコ・デ・マヨ（5月5日）とメキシコの独立記念日（9月16日）の前後の週末に試合を行い、対戦相手にヒスパニック系選手を選ぶことによる盛り上がりに加え、従来の黒人層からの人気などもあって、ファンもアンチも巻き込んだ大興行となり莫大なファイトマネー獲得の基盤となっている[332]。
- 教育不足からあまり字が読めず、文章の理解力が低い機能的非識字者である[333]。
- 2020年の黒人男性死亡事件で被害者ジョージ・フロイドの葬儀費用88,500ドル（約940万円）を遺族の了解を得て寄付した[334]。
- 1998年に対戦し、2011年6月7日に横紋筋肉腫で死去した元WBA・WBC世界スーパーフェザー級王者ヘナロ・エルナンデスの葬儀費用を全額寄付した[335]。
- 2023年10月にハマスからイスラエルが攻撃を受けると、メイウェザーは「私は世界中のイスラエルとユダヤ人を支持する。私はいかなる犠牲を払ってでも反ユダヤ主義を非難する」と声明を出し、友人達と共同で支援物資を調達しプライベートジェット機でイスラエルに送った[336]。
- 那須川天心戦で来日した際のインタビューで、今までの買い物で、最も高級なものは？という質問に、「分からないけど、1800万ドル（約20億円）の腕時計かな」と答えている[337]。
- ラスベガスでストリップ・クラブ「ガール・コレクション」を経営している[338]。また、ボクシングフィットネスジム「MAYWEATHER BOXING + FITNESS」を全米でフランチャイズ展開している[339]。
- 2019年2月のインタビューで、同年4月のRIZINで那須川天心と自身のメイウェザー・プロモーションズに所属するジャーボンテイ・デービスをエキシビジョンで対戦させたいと語っていたが、最終的には実現せずに終わっている[340][341][342]。
- ボクシングの実力での評価では、一般的なファンから非常に高い評価を受けており、ボクシングについて深い知識がある人物からも同様に非常に高い評価を受けている。

## 戦績
- アマチュアボクシング：90戦 84勝 6敗
- プロボクシング：50戦 50勝 (27KO) 無敗

| 戦           | 日付           | 勝敗 | 時間     | 内容    | 対戦相手                     | 国籍             | 備考                                                                             |
| ------------ | -------------- | ---- | -------- | ------- | ---------------------------- | ---------------- | -------------------------------------------------------------------------------- |
| 1            | 1996年10月11日 | ☆    | 2R 0:37  | KO      | ロベルト・アポダカ           | メキシコ         | プロデビュー戦                                                                   |
| 2            | 1996年11月30日 | ☆    | 4R       | 判定3-0 | レジー・サンダース           | アメリカ合衆国   |                                                                                  |
| 3            | 1997年1月18日  | ☆    | 1R 1:39  | TKO     | ジェリー・クーパー           | アメリカ合衆国   |                                                                                  |
| 4            | 1997年2月1日   | ☆    | 2R 1:39  | KO      | エドガル・アヤラ             | メキシコ         |                                                                                  |
| 5            | 1997年3月12日  | ☆    | 1R 1:44  | TKO     | キノ・ロドリゲス             | アメリカ合衆国   |                                                                                  |
| 6            | 1997年4月12日  | ☆    | 1R 1:30  | TKO     | バビー・ジパード             | アメリカ合衆国   |                                                                                  |
| 7            | 1997年5月10日  | ☆    | 1R 1:12  | TKO     | トニー・デュラン             | アメリカ合衆国   |                                                                                  |
| 8            | 1997年6月14日  | ☆    | 6R       | 判定3-0 | ラリー・オシールズ           | アメリカ合衆国   |                                                                                  |
| 9            | 1997年7月12日  | ☆    | 5R 2:02  | TKO     | ヘスス・チャベス             | メキシコ         |                                                                                  |
| 10           | 1997年9月6日   | ☆    | 2R 2:33  | TKO     | ルイ・レイハ                 | アメリカ合衆国   |                                                                                  |
| 11           | 1997年10月14日 | ☆    | 6R 2:56  | KO      | フェリッペ・ガルシア         | メキシコ         |                                                                                  |
| 12           | 1997年11月20日 | ☆    | 3R 2:42  | KO      | アンジェロ・ヌネス           | アメリカ合衆国   |                                                                                  |
| 13           | 1998年1月9日   | ☆    | 5R 1:21  | KO      | ヘクター・アローヨ           | プエルトリコ     |                                                                                  |
| 14           | 1998年2月28日  | ☆    | 2R 2:47  | KO      | サム・ギラード               | アメリカ合衆国   |                                                                                  |
| 15           | 1998年3月23日  | ☆    | 3R 2:30  | TKO     | ミゲル・メロ                 | ドミニカ共和国   |                                                                                  |
| 16           | 1998年4月18日  | ☆    | 10R      | 判定3-0 | グスタボ・クエーリョ         | アルゼンチン     |                                                                                  |
| 17           | 1998年6月14日  | ☆    | 10R      | 判定3-0 | トニー・ペップ               | カナダ           |                                                                                  |
| 18           | 1998年10月3日  | ☆    | 9R 終了  | TKO     | ヘナロ・エルナンデス         | アメリカ合衆国   | WBC世界スーパーフェザー級タイトルマッチ                                          |
| 19           | 1998年12月19日 | ☆    | 2R 2:47  | TKO     | エンジェル・マンフレディ     | アメリカ合衆国   | WBC防衛1                                                                         |
| 20           | 1999年2月17日  | ☆    | 12R      | 判定3-0 | カルロス・リオス             | アルゼンチン     | WBC防衛2                                                                         |
| 21           | 1999年5月22日  | ☆    | 9R 1:20  | KO      | ジャスティン・ジューコ       | ウガンダ         | WBC防衛3                                                                         |
| 22           | 1999年9月11日  | ☆    | 8R 終了  | TKO     | カルロス・ヘレナ             | プエルトリコ     | WBC防衛4                                                                         |
| 23           | 2000年3月18日  | ☆    | 12R      | 判定3-0 | グレゴリオ・バルガス         | メキシコ         | WBC防衛5                                                                         |
| 24           | 2000年10月21日 | ☆    | 9R 1:06  | TKO     | エマニュエル・バートン       | アメリカ合衆国   |                                                                                  |
| 25           | 2001年1月20日  | ☆    | 10R 2:19 | TKO     | ディエゴ・コラレス           | アメリカ合衆国   | WBC防衛6                                                                         |
| 26           | 2001年5月26日  | ☆    | 12R      | 判定3-0 | カルロス・エルナンデス       | アメリカ合衆国   | WBC防衛7                                                                         |
| 27           | 2001年11月10日 | ☆    | 9R 終了  | TKO     | ヘスス・チャベス             | メキシコ         | WBC防衛8                                                                         |
| 28           | 2002年4月20日  | ☆    | 12R      | 判定3-0 | ホセ・ルイス・カスティージョ | メキシコ         | WBC世界ライト級タイトルマッチ                                                    |
| 29           | 2002年12月7日  | ☆    | 12R      | 判定3-0 | ホセ・ルイス・カスティージョ | メキシコ         | WBC防衛1                                                                         |
| 30           | 2003年4月19日  | ☆    | 12R      | 判定3-0 | ビクトリアノ・ソーサ         | ドミニカ共和国   | WBC防衛2                                                                         |
| 31           | 2003年11月1日  | ☆    | 7R 1:08  | TKO     | フィリップ・ヌドゥ           | 南アフリカ共和国 | WBC防衛3                                                                         |
| 32           | 2004年5月22日  | ☆    | 12R      | 判定3-0 | デマーカス・コーリー         | アメリカ合衆国   |                                                                                  |
| 33           | 2005年1月22日  | ☆    | 8R 2:55  | TKO     | ヘンリー・ブルセレス         | プエルトリコ     | WBC世界スーパーライト級挑戦者決定戦                                              |
| 34           | 2005年6月25日  | ☆    | 6R 終了  | TKO     | アルツロ・ガッティ           | カナダ           | WBC世界スーパーライト級タイトルマッチ                                            |
| 35           | 2005年11月19日 | ☆    | 6R 2:06  | KO      | シャンバ・ミッチェル         | アメリカ合衆国   |                                                                                  |
| 36           | 2006年4月8日   | ☆    | 12R      | 判定3-0 | ザブ・ジュダー               | アメリカ合衆国   | IBF世界ウェルター級タイトルマッチ IBO世界ウェルター級王座決定戦                  |
| 37           | 2006年11月4日  | ☆    | 12R      | 判定3-0 | カルロス・バルドミール       | アルゼンチン     | WBC世界ウェルター級タイトルマッチ WBC・IBA・リングマガジン王座獲得               |
| 38           | 2007年5月5日   | ☆    | 12R      | 判定2-1 | オスカー・デ・ラ・ホーヤ     | アメリカ合衆国   | WBC世界スーパーウェルター級タイトルマッチ                                        |
| 39           | 2007年12月8日  | ☆    | 10R 1:35 | TKO     | リッキー・ハットン           | イギリス         | WBC防衛1（ウェルター級）                                                         |
| 40           | 2009年9月19日  | ☆    | 12R      | 判定3-0 | ファン・マヌエル・マルケス   | メキシコ         |                                                                                  |
| 41           | 2010年5月1日   | ☆    | 12R      | 判定3-0 | シェーン・モズリー           | アメリカ合衆国   |                                                                                  |
| 42           | 2011年9月17日  | ☆    | 4R 2:59  | KO      | ビクター・オルティス         | アメリカ合衆国   | WBC世界ウェルター級タイトルマッチ                                                |
| 43           | 2012年5月5日   | ☆    | 12R      | 判定3-0 | ミゲール・コット             | プエルトリコ     | WBAスーパー・世界スーパーウェルター級タイトルマッチ WBA・WBCダイヤモンド王座獲得 |
| 44           | 2013年5月4日   | ☆    | 12R      | 判定3-0 | ロバート・ゲレーロ           | アメリカ合衆国   | WBC世界ウェルター級王座統一戦 WBC防衛1・リングマガジン王座獲得                   |
| 45           | 2013年9月14日  | ☆    | 12R      | 判定2-0 | サウル・アルバレス           | メキシコ         | WBA・WBC世界スーパーウェルター級王座統一戦 WBA防衛1 WBC・リングマガジン王座獲得  |
| 46           | 2014年5月3日   | ☆    | 12R      | 判定2-0 | マルコス・マイダナ           | アルゼンチン     | WBA・WBC世界ウェルター級王座統一戦 WBA獲得・WBC防衛2                             |
| 47           | 2014年9月13日  | ☆    | 12R      | 判定3-0 | マルコス・マイダナ           | アルゼンチン     | WBA防衛1・WBC防衛3（ウェルター級） WBC防衛1（スーパーウェルター級）              |
| 48           | 2015年5月2日   | ☆    | 12R      | 判定3-0 | マニー・パッキャオ           | フィリピン       | WBA・WBC・WBO世界ウェルター級王座統一戦 WBA防衛2・WBC防衛4・WBO獲得              |
| 49           | 2015年9月12日  | ☆    | 12R      | 判定3-0 | アンドレ・ベルト             | アメリカ合衆国   | WBA・WBC世界ウェルター級王座統一戦 WBA防衛3・WBC防衛5                            |
| 50           | 2017年8月26日  | ☆    | 10R 1:05 | TKO     | コナー・マクレガー           | アイルランド     |                                                                                  |
| テンプレート |                |      |          |         |                              |                  |                                                                                  |

### エキシビションボクシング
| 戦           | 日付           | 勝敗 | 時間    | 内容     | 対戦相手               | 国籍           | 備考          |
| ------------ | -------------- | ---- | ------- | -------- | ---------------------- | -------------- | ------------- |
| 1            | 2018年12月31日 | ☆    | 1R 2:19 | TKO      | 那須川天心             | 日本           | RIZIN.14      |
| 2            | 2021年6月6日   | △    | 8R      | 判定なし | ローガン・ポール       | アメリカ合衆国 |               |
| 3            | 2022年5月21日  | △    | 8R      | 判定なし | ドン・ムーア           | アメリカ合衆国 |               |
| 4            | 2022年9月25日  | ☆    | 2R 3:15 | TKO      | 朝倉未来               | 日本           | 超RIZIN       |
| 5            | 2022年11月13日 | ☆    | 6R 1:22 | TKO      | デジ・オラトゥンジ     | イギリス       | GLOBAL TITANS |
| 6            | 2023年2月25日  | △    | 8R      | 判定なし | アーロン・チャーマーズ | イギリス       |               |
| 7            | 2023年6月11日  | ー   | 6R 0:58 | NC       | ジョン・ゴッティ3世    | アメリカ合衆国 |               |
| 8            | 2024年8月24日  | △    | 8R      | 判定なし | ジョン・ゴッティ3世    | アメリカ合衆国 |               |
| テンプレート |                |      |         |          |                        |                |               |

## 獲得タイトル
- 1996年アトランタオリンピックフェザー級銅メダル
- WBC世界スーパーフェザー級王座（防衛8=返上）
- WBC世界ライト級王座（防衛3=返上、名誉王座に認定）
- WBC世界スーパーライト級王座（防衛0=返上）
- IBF世界ウェルター級王座（防衛0=返上）
- WBC世界ウェルター級王座（防衛1=返上、名誉王座に認定）
- WBC世界スーパーウェルター級王座（防衛0=返上、名誉王座に認定）
- WBC世界ウェルター級王座（防衛5=名誉王座に認定）
- WBC世界スーパーウェルター級王座（防衛1=名誉王座に認定）
- WBA世界ウェルター級スーパー王座（防衛3=返上）
- WBA世界スーパーウェルター級スーパー王座（防衛1=返上）
- WBO世界ウェルター級スーパー王座（防衛0=剥奪）
- WBC世界スーパーウェルター級ダイヤモンド王座
- IBO世界ウェルター級王座
- IBA世界ウェルター級王座
- リングマガジン世界ウェルター級王座
- リングマガジン世界スーパーウェルター級王座

## ペイ・パー・ビュー売上げ

### プロボクシング
| 日付           | イベント                                                        | 売上げ          | テレビ局      |
| -------------- | --------------------------------------------------------------- | --------------- | ------------- |
| 2005年6月25日  | フロイド・メイウェザー・ジュニア vs. アルツロ・ガッティ         | 36.5万件        | HBO           |
| 2006年4月8日   | フロイド・メイウェザー・ジュニア vs. ザブ・ジュダー             | 37.4万件        | HBO           |
| 2006年11月4日  | フロイド・メイウェザー・ジュニア vs. カルロス・バルドミール     | 32.5万件        | HBO           |
| 2007年5月5日   | フロイド・メイウェザー・ジュニア vs. オスカー・デ・ラ・ホーヤ   | 240万件         | HBO           |
| 2007年12月8日  | フロイド・メイウェザー・ジュニア vs. リッキー・ハットン         | 92万件          | HBO           |
| 2009年11月19日 | フロイド・メイウェザー・ジュニア vs. ファン・マヌエル・マルケス | 110万件         | HBO           |
| 2010年5月1日   | フロイド・メイウェザー・ジュニア vs. シェーン・モズリー         | 140万件         | HBO           |
| 2011年11月17日 | フロイド・メイウェザー・ジュニア vs. ビクター・オルティス       | 125万件         | HBO           |
| 2012年5月5日   | フロイド・メイウェザー・ジュニア vs. ミゲール・コット           | 150万件         | HBO           |
| 2013年5月4日   | フロイド・メイウェザー・ジュニア vs. ロバート・ゲレーロ         | 87.5万件        | Showtime      |
| 2013年9月14日  | フロイド・メイウェザー・ジュニア vs. サウル・アルバレス         | 220万件         | Showtime      |
| 2014年5月3日   | フロイド・メイウェザー・ジュニア vs. マルコス・マイダナ I       | 85万件          | Showtime      |
| 2014年9月13日  | フロイド・メイウェザー・ジュニア vs. マルコス・マイダナ II      | 92.5万件        | Showtime      |
| 2015年5月2日   | フロイド・メイウェザー・ジュニア vs. マニー・パッキャオ         | 440万件         | HBO・Showtime |
| 2015年9月12日  | フロイド・メイウェザー・ジュニア vs. アンドレ・ベルト           | 40万件 - 55万件 | Showtime      |
| 2017年8月26日  | フロイド・メイウェザー・ジュニア vs. コナー・マクレガー         | 430万件         | Showtime      |

### エキシビションボクシング
| 開催年月日   | イベント                                              | 売上げ  | テレビ局         | 備考   |
| ------------ | ----------------------------------------------------- | ------- | ---------------- | ------ |
| 2021年6月6日 | フロイド・メイウェザー・ジュニア vs. ローガン・ポール | 100万件 | Showtime・Fanmio | 50ドル |